# Berlin
Berlin (phát âm tiếng Đức: [bɛɐ̯ˈliːn] ⓘ) là thủ đô và cũng là một trong 16 bang của Cộng hòa Liên bang Đức. Với dân số hơn 3,7 triệu người, đây là thành phố lớn nhất của Đức và Liên minh châu Âu. Nằm ở miền Đông Bắc nước Đức, Berlin là trung tâm của khu vực đô thị Berlin-Brandenburg, trong đó có khoảng 6 triệu người đến từ hơn 180 quốc gia trên thế giới. Nằm trong vùng Đồng bằng châu Âu, Berlin bị ảnh hưởng bởi khí hậu ôn đới theo mùa. Khoảng 1/3 diện tích của thành phố là rừng, công viên, vườn, sông và hồ, do đó thành phố này luôn có bầu không khí trong lành.
Được ghi nhận lần đầu tiên vào thế kỷ 13, Berlin từng là thủ đô của Vương quốc Phổ (1701–1918), Đế chế Đức (1871–1918), Cộng hòa Weimar (1919–1933) và Đức Quốc Xã (1933–1945). Vào những năm 1920, Berlin là thành phố lớn thứ ba trên thế giới. Sau khi chiến tranh thế giới thứ hai kết thúc, thành phố đã bị liên quân bốn nước chiếm đóng, sau đó các khu vực do Anh, Pháp, Hoa Kỳ chiếm đóng được hợp nhất và trở thành Tây Berlin (thuộc Tây Đức), được bao quanh bởi Bức tường Berlin và phần còn lại do Liên Xô chiếm đóng trở thành Đông Berlin (thủ đô của Cộng hòa Dân chủ Đức). Sau khi nước Đức tái thống nhất ngày 3 tháng 10 năm 1990, Berlin trở thành thủ đô của liên bang Đức, nơi đặt trụ sở của 147 đại sứ quán nước ngoài. Sau Quyết nghị Thủ đô của Quốc hội Liên bang Đức (Deutsche Bundestag) vào năm 1991 thành phố cũng thực thi chức năng của mình là trụ sở của chính phủ và quốc hội từ năm 1999.
Berlin là một trung tâm chính trị, văn hóa, khoa học quan trọng của châu Âu. Đô thị lớn này là một điểm nút giao thông và một trong những thành phố thu hút được nhiều khách du lịch nhất của lục địa già này. Nhiều trường đại học, viện nghiên cứu, nhà hát và viện bảo tàng tại Berlin có danh tiếng quốc tế.

## Địa lý

### Vị trí địa lý
Berlin nằm ở phía Đông Bắc nước Đức và được bao quanh bởi tiểu bang Brandenburg. Berlin cách biên giới với Ba Lan 70 km và là một trong những khu vực đông dân cư nhất nước Đức.
Khu vực Berlin ngày nay nằm giữa hai vùng cao Barnim và Teltow. Trung tâm lịch sử của Berlin trước đây bé hơn rất nhiều và được hình thành trong một thung lũng, ở bên bờ sông Spree tại nơi hẹp nhất của sông này. Sông Spree chảy từ hướng Đông sang Tây và đổ vào sông Havel ở tận cùng phía tây của quận Spandau. Sông Havel chảy theo hướng Bắc-Nam này tạo nên các hồ lớn ở Berlin như hồ Tegeler hay hồ Wannsee.
Phần lớn khu vực Berlin ngày nay nằm ở trên hai vùng cao này: phần lớn các quận Reinickendorf và Pankow nằm trên Barnim, trong khi phần chính của các quận như Charlottenburg-Wilmersdorf, Steglitz-Zehlendorf, Tempelhof-Schöneberg và Neukölln thì nằm trên Teltow.
Điểm cao nhất của Berlin là điểm cao nhân tạo Teufelsberg (114,7 m trên mực nước biển) được đắp lên từ những đống đổ nát sau Chiến tranh thế giới thứ hai và điểm cao tự nhiên Müggelberge (115,4 m) trong quận Treptow-Köpenick. Chiều dài nhất từ Đông sang Tây vào khoảng 45 km, theo hướng Bắc-Nam khoảng 38 km

### Khí hậu
Thành phố nằm trong vùng khí hậu ôn hòa. Nhiệt độ trung bình cả năm ở Berlin-Dalem là 9,2 °C và lượng mưa trung bình hằng năm là 579 mm.
Các tháng nóng nhất trong năm là tháng 7 và tháng 8 với nhiệt độ bình quân là 18,4 hay 17,8 °C, tháng lạnh nhất trong năm: tháng 1 và tháng 2, nhiệt độ trung bình là 0,5 và 1,2 độ Celsius.
Tháng 7 là tháng có mưa nhiều nhất, trung bình là 67 mm, tháng có mưa ít nhất là tháng 2, trung bình 36 mm.
| Dữ liệu khí hậu của Berlin (1961–1990)   | Dữ liệu khí hậu của Berlin (1961–1990) | Dữ liệu khí hậu của Berlin (1961–1990) | Dữ liệu khí hậu của Berlin (1961–1990) | Dữ liệu khí hậu của Berlin (1961–1990) | Dữ liệu khí hậu của Berlin (1961–1990) | Dữ liệu khí hậu của Berlin (1961–1990) | Dữ liệu khí hậu của Berlin (1961–1990) | Dữ liệu khí hậu của Berlin (1961–1990) | Dữ liệu khí hậu của Berlin (1961–1990) | Dữ liệu khí hậu của Berlin (1961–1990) | Dữ liệu khí hậu của Berlin (1961–1990) | Dữ liệu khí hậu của Berlin (1961–1990) | Dữ liệu khí hậu của Berlin (1961–1990) |
| Tháng                                    | 1                                      | 2                                      | 3                                      | 4                                      | 5                                      | 6                                      | 7                                      | 8                                      | 9                                      | 10                                     | 11                                     | 12                                     | Năm                                    |
| ---------------------------------------- | -------------------------------------- | -------------------------------------- | -------------------------------------- | -------------------------------------- | -------------------------------------- | -------------------------------------- | -------------------------------------- | -------------------------------------- | -------------------------------------- | -------------------------------------- | -------------------------------------- | -------------------------------------- | -------------------------------------- |
| Cao kỉ lục °C (°F)                       | 14.0 (57.2)                            | 18.6 (65.5)                            | 25.1 (77.2)                            | 30.9 (87.6)                            | 32.0 (89.6)                            | 33.7 (92.7)                            | 35.2 (95.4)                            | 35.4 (95.7)                            | 30.5 (86.9)                            | 27.5 (81.5)                            | 19.5 (67.1)                            | 15.7 (60.3)                            | 35.4 (95.7)                            |
| Trung bình ngày tối đa °C (°F)           | 1.8 (35.2)                             | 3.5 (38.3)                             | 7.9 (46.2)                             | 13.1 (55.6)                            | 18.6 (65.5)                            | 21.8 (71.2)                            | 23.1 (73.6)                            | 22.8 (73.0)                            | 18.7 (65.7)                            | 13.3 (55.9)                            | 7.0 (44.6)                             | 3.2 (37.8)                             | 12.9 (55.2)                            |
| Trung bình ngày °C (°F)                  | −0.4 (31.3)                            | 0.6 (33.1)                             | 4.0 (39.2)                             | 8.4 (47.1)                             | 13.5 (56.3)                            | 16.7 (62.1)                            | 17.9 (64.2)                            | 17.2 (63.0)                            | 13.5 (56.3)                            | 9.3 (48.7)                             | 4.6 (40.3)                             | 1.2 (34.2)                             | 8.9 (48.0)                             |
| Tối thiểu trung bình ngày °C (°F)        | −2.9 (26.8)                            | −2.2 (28.0)                            | 0.5 (32.9)                             | 3.9 (39.0)                             | 8.2 (46.8)                             | 11.4 (52.5)                            | 12.9 (55.2)                            | 12.4 (54.3)                            | 9.4 (48.9)                             | 5.9 (42.6)                             | 2.1 (35.8)                             | −1.1 (30.0)                            | 5.0 (41.0)                             |
| Thấp kỉ lục °C (°F)                      | −20.3 (−4.5)                           | −17.0 (1.4)                            | −14.0 (6.8)                            | −5.5 (22.1)                            | −2.0 (28.4)                            | 0.8 (33.4)                             | 5.5 (41.9)                             | 4.7 (40.5)                             | 0.6 (33.1)                             | −2.9 (26.8)                            | −16.1 (3.0)                            | −20.2 (−4.4)                           | −20.3 (−4.5)                           |
| Lượng Giáng thủy trung bình mm (inches)  | 43 (1.7)                               | 37 (1.5)                               | 38 (1.5)                               | 42 (1.7)                               | 55 (2.2)                               | 71 (2.8)                               | 53 (2.1)                               | 65 (2.6)                               | 46 (1.8)                               | 36 (1.4)                               | 50 (2.0)                               | 55 (2.2)                               | 591 (23.3)                             |
| Số ngày giáng thủy trung bình (≥ 1.0 mm) | 10                                     | 9                                      | 8                                      | 9                                      | 10                                     | 10                                     | 9                                      | 9                                      | 9                                      | 8                                      | 10                                     | 11                                     | 112                                    |
| Số giờ nắng trung bình tháng             | 45.4                                   | 72.3                                   | 122.0                                  | 157.7                                  | 221.6                                  | 220.9                                  | 217.9                                  | 210.2                                  | 156.3                                  | 110.9                                  | 52.4                                   | 37.4                                   | 1.625                                  |
| Nguồn: NOAA                              |                                        |                                        |                                        |                                        |                                        |                                        |                                        |                                        |                                        |                                        |                                        |                                        |                                        |

## Lịch sử
Cölln, phần của thành phố đôi Berlin-Cölln được nhắc đến lần đầu tiên vào năm 1237, tiếp theo đó là Berlin vào năm 1244. Hai thành phố nằm hai bên bờ của sông Spree được nối liền bởi chiếc cầu bắc qua sông Spree đó là điểm hẹp nhất của sông. Vào năm 1307, hai thành phố có tòa thị chính chung.
Từ năm 1415 Friedrich I lên làm Tuyển hầu tước (Kürfürst) của xứ Brandenburg, trị vì lãnh địa cho đến năm 1440. Dòng dõi nhà Hohenzollern đóng đô tại thành Berlin cho đến năm 1918, đầu tiên là Tuyển hầu tước của xứ Brandenbrg, rồi là Vua của Vương quốc Phổ và cuối cùng là Hoàng đế của Đế chế Đức.
Cuộc Chiến tranh Ba mươi năm từ năm 1618 đến năm 1648 đã mang lại hậu quả nặng nề cho Berlin: 1/3 nhà cửa bị hư hỏng, dân số giảm chỉ còn một nửa. Friedrich Wilhelm (Brandenburg), được biết dưới danh hiệu đại tuyển hầu (Großer Kurfürst), kế tục sự nghiệp của cha vào năm 1640. Ông bắt đầu một chính sách nhập cư và khoan dung về tôn giáo. Từ năm sau đó các thành phố vùng ngoại ô Friedrichswerder, Dorotheenstadt và Friedrichstadt được thành lập.

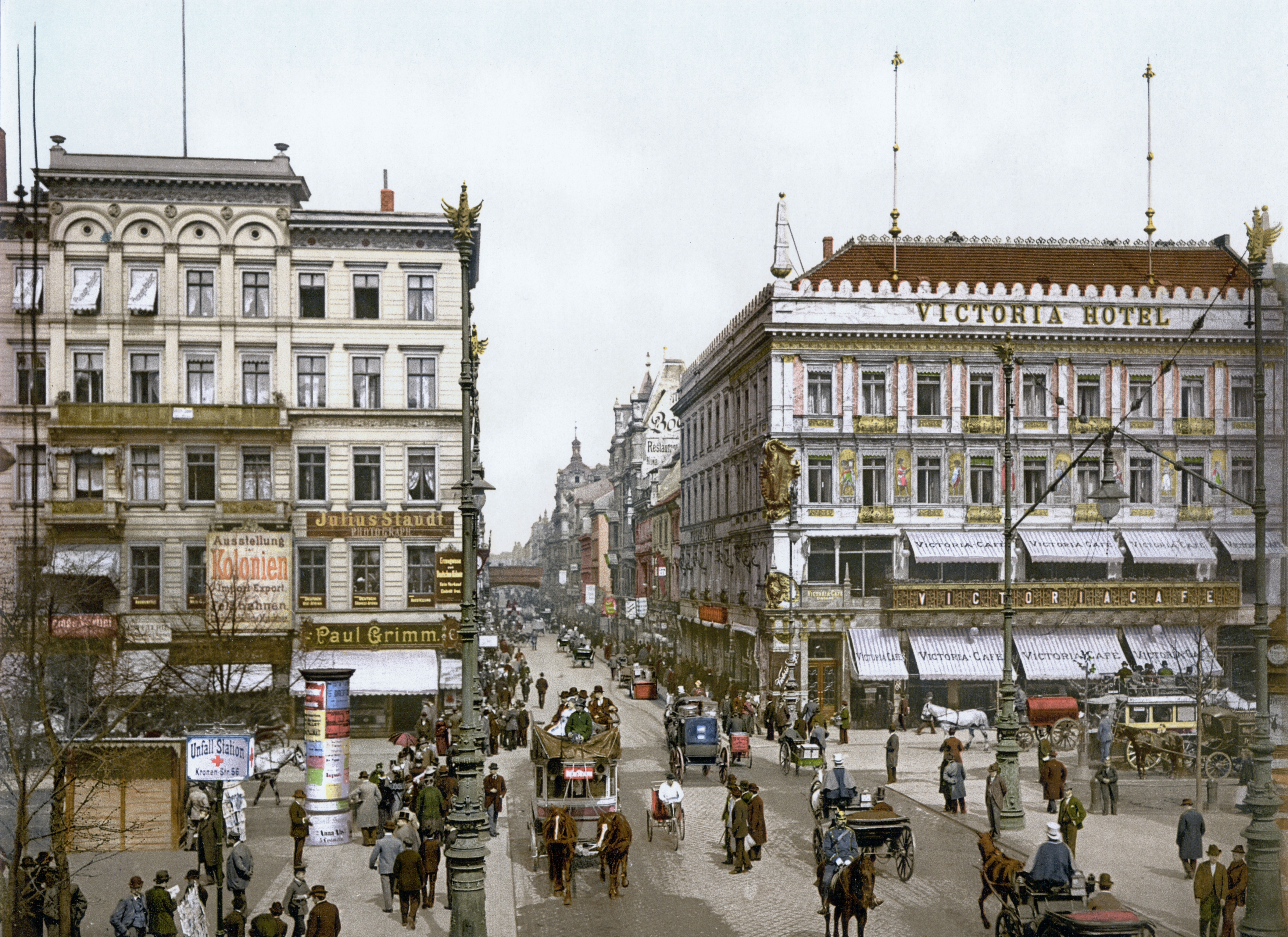
Đường Unter den Linden với khách sạn Victoria, khoảng năm 1890

Ở thế kỷ 17, Berlin được mở rộng thêm ra các khu vực ngoại thành. Năm 1701, Friedrich I được tấn phong làm vua Phổ và đóng đô tại Berlin. Ông ta xây dựng một số cung điện lớn như Oranienburg, Charlottenburg và Vương cung (Stadtschloss) Đồng thời Friedrich I cho lập đại lộ Unter den Linden trên hướng tây thành phố Từ năm 1710 các thành phố Cölln, Friedrichswerder, Dorotheenstadt và Friedrichstadt được sáp nhập vào kinh đô Berlin. Môi trường văn hóa của Berlin cũng được mở rộng với việc Viện Hàn lâm Nghệ thuật Berlin và Viện Hàn lâm Khoa học Berlin lần lượt được thành lập vào các năm 1696 và 1700. Sang thời vua Friedrich II, Berlin đã trở thành một trong những trung tâm của trào lưu triết học Khai sáng châu Âu, nhưng thành phố cũng từng bị quân đội Nga và Áo chiếm đóng trong Chiến tranh Bảy năm. Sau khi người Pháp đánh bại Phổ trong Chiến tranh Liên minh thứ tư năm 1806, hoàng đế Pháp Napoléon Bonaparte đã diễu binh tại Berlin nhưng không chiếm đóng thành phố. Đến năm 1815 Berlin trở thành thủ phủ tỉnh Brandenburg tân lập.

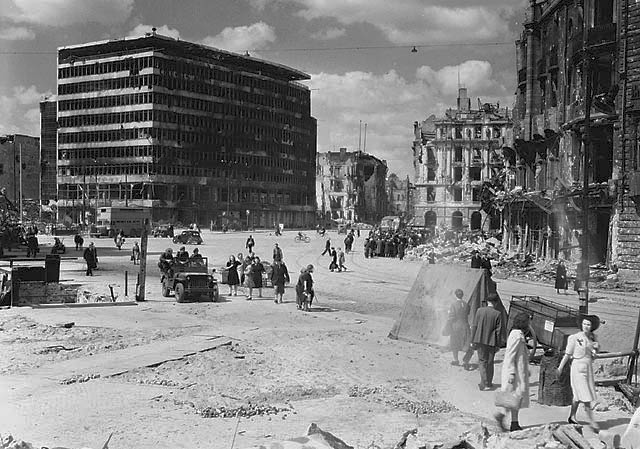
Berlin tan nát sau chiến tranh thế giới thứ 2, trong ảnh là Quảng trường Postdam

Cuộc cách mạng Công nghiệp đã thay đổi bộ mặt thành phố vào thế kỷ 19; kinh tế và dân số Berlin được mở rộng đáng kể và thành phố trở thành trọng điểm kinh tế và trung tâm đường sắt của Đức. Các vùng ngoại ô mới đã được hình thành làm gia tăng diện tích và dân số Berlin. Vào năm 1861, các khu vực ngoại ô Wedding, Moabit, Tempelhofer và Schöneberger được sáp nhập thêm vào Berlin. Vào năm 1871 Berlin trở thành thủ đô của đế chế Đức mới được hình thành. Đến năm 1881 thành phố được tách khỏi tỉnh Brandenburg. Sau Đại chiến thế giới lần thứ nhất, vào năm 1918 nước Cộng hòa Weimar được thành lập tại Berlin. Với Luật Berlin Lớn năm 1920, thành phố này được mở rộng thêm các thành phố lân cận, cũng như các quận, huyện xung quanh Berlin. Khi đó dân số Berlin vào khoảng 4 triệu người.
Sau khi đảng Quốc xã lên nắm quyền năm 1933, Berlin trở thành thủ đô của Đế chế thứ ba. Thế vận hội mùa hè năm 1936 được tổ chức tại Berlin. Đảng Quốc xã có lập nên các kế hoạch xây dựng Berlin thành thủ đô Germania của toàn thế giới. Tuy nhiên ý định này bị thất bại do thua trong Đại chiến thế giới lần thứ hai.

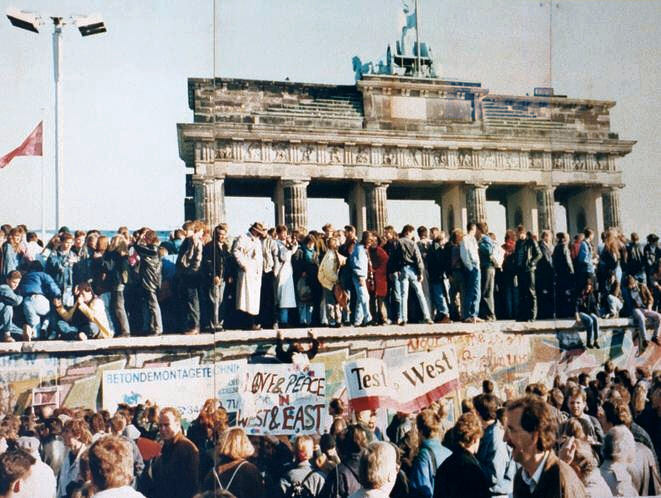
Đám đông người đứng trên Bức tường Berlin khi bức tường sụp đỗ vào cuối năm 1989, chấm dứt sự chia cắt Đông và Tây

Bom đạn chiến tranh đã phá hủy phần lớn các khu vực ở Berlin. Vào ngày 16 tháng 4 năm 1945, khi Hồng quân Liên Xô phát động chiến dịch Berlin. Quốc trưởng Adolf Hitler tự sát vào ngày 30 tháng 4, và thủ đô thất thủ vào ngày 2 tháng 5 năm 1945. Sau khi Đức Quốc xã đầu hàng, Berlin bị chia giống như toàn thể nước Đức thành 4 phần. Các khu vực đóng chiếm của quân liên minh phương tây: Mỹ, Anh và Pháp tạo thành Tây Berlin, còn khu vực đóng chiếm của Liên Xô tạo thành Đông Berlin. Tuy nhiên một bộ lãnh đạo cho cả Berlin được thành lập bởi 4 quân liên minh này. Sự khác biệt về đường lối chính trị giữa quân đội đồng minh phương tây và Liên Xô dẫn đến việc phong tỏa Tây Berlin vào năm 1948/1949. Quân đội đồng minh phương tây đã trả lời hành động này bằng cách tiếp tế Berlin bằng đường không.
Sau khi nước Cộng hòa Liên bang Đức được thành lập ở Tây Đức với nền kinh tế thị trường, và nước Cộng hòa Dân chủ Đức được thành lập ở Đông Đức với nền kinh tế kế hoạch tập trung, cuộc Chiến tranh lạnh trở nên sâu sắc hơn ngay cả ở Berlin. Trong khi nước Cộng hòa Liên bang Đức dời thủ đô về Bonn, lúc đầu được xem như là một giải pháp tạm thời, thì Đông Berlin thành thủ đô của nước Cộng hòa Dân chủ Đức. Cao điểm của cuộc phân tranh Đông-Tây được đạt tới với việc nước Cộng hòa Dân chủ Đức dựng lên Bức tường Berlin vào ngày 13 tháng 8 năm 1961 chia cách Đông và Tây Berlin. Sự đi lại giữa hai khu vực này chỉ có thể xảy ra ở một số điểm kiểm tra nhất định.
Mãi đến năm 1989, dưới áp lực đấu tranh của nhân dân Đông Đức bức tường thành ngăn cách mới bị phá bỏ. Vào năm 1990, hai nước Đức tái thống nhất thành nước Cộng hòa Liên bang Đức, và theo Hiệp ước Thống nhất Berlin trở thành thủ đô của nước Đức. Năm 1991 quốc hội Đức quyết định Berlin cũng là trụ sở chính phủ của Đức. Bắt đầu từ ngày 1 tháng 9 năm 1999 quốc hội và chính phủ bắt đầu làm việc tại Berlin.

## Dân số
Theo thống kê, Berlin có tất cả 3.402.312 nhân khẩu vào tháng 9 năm 2006. Trong số đó có 327.870 người được báo cáo là thất nghiệp vào tháng 1 năm 2005, chiếm tỉ lệ 19,4%.
Vào tháng 11 năm 2006 có 463.723 (13.9%) người nước ngoài từ 185 nước sống tại Berlin. Độ tuổi trung bình của người Berlin trong năm 2004 là 41,7 tuổi. Điều này tương ứng với một sự gia tăng ở mức 2,5 tuổi trong vòng 12 năm.

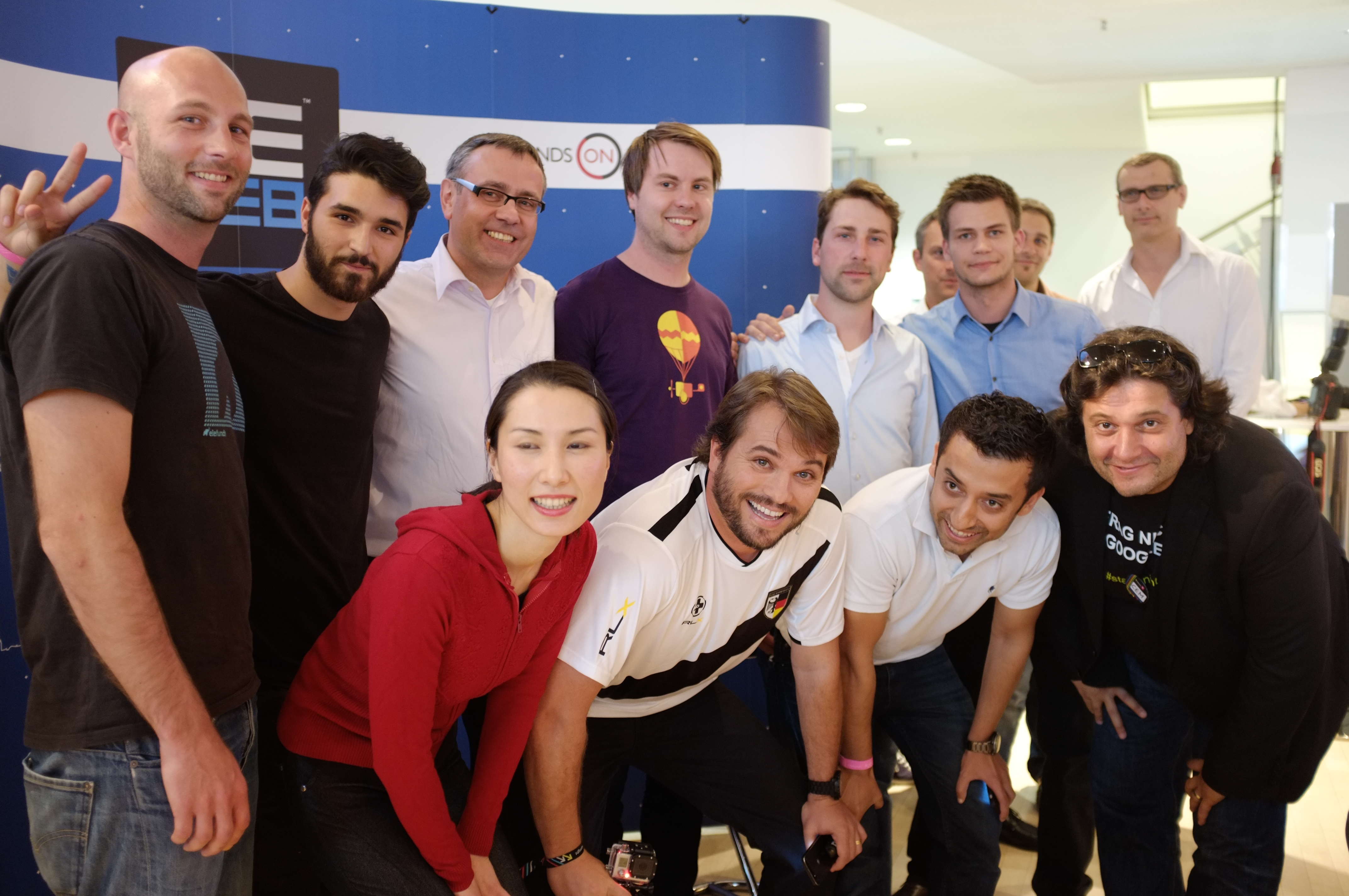
người Berlin

### Sự phát triển dân số
| Năm  | Dân số  |
| ---- | ------- |
| 1250 | 1.200   |
| 1307 | 7.000   |
| 1400 | 8.500   |
| 1576 | 12.000  |
| 1600 | 9.000   |
| 1648 | 6.000   |
| 1685 | 20.000  |
| 1709 | 57.000  |
| 1750 | 113.289 |
| 1775 | 136.137 |
| 1800 | 172.132 |

| Năm    | Dân số    |
| ------ | --------- |
| 1825   | 219.968   |
| 1850   | 418.733   |
| 1861 ¹ | 547.200   |
| 1871 ¹ | 824.484   |
| 1880 ¹ | 1.123.749 |
| 1890 ¹ | 1.578.516 |
| 1900 ¹ | 1.888.313 |
| 1910 ¹ | 2.071.907 |
| 1925 ¹ | 4.024.165 |
| 1933 ¹ | 4.242.501 |
| 1939 ¹ | 4.338.756 |

| Năm    | Dân số    |
| ------ | --------- |
| 1946 ¹ | 3.170.832 |
| 1960   | 3.274.016 |
| 1970   | 3.208.719 |
| 1980   | 3.048.759 |
| 1990   | 3.433.695 |
| 2000   | 3.382.169 |
| 2010   | 3.460.725 |
| 2020   | 3.664.088 |

1. Những số liệu trước năm 1860 đều là dự đoán. Các số liệu sau này do thống kê ghi lại.

## Chính trị

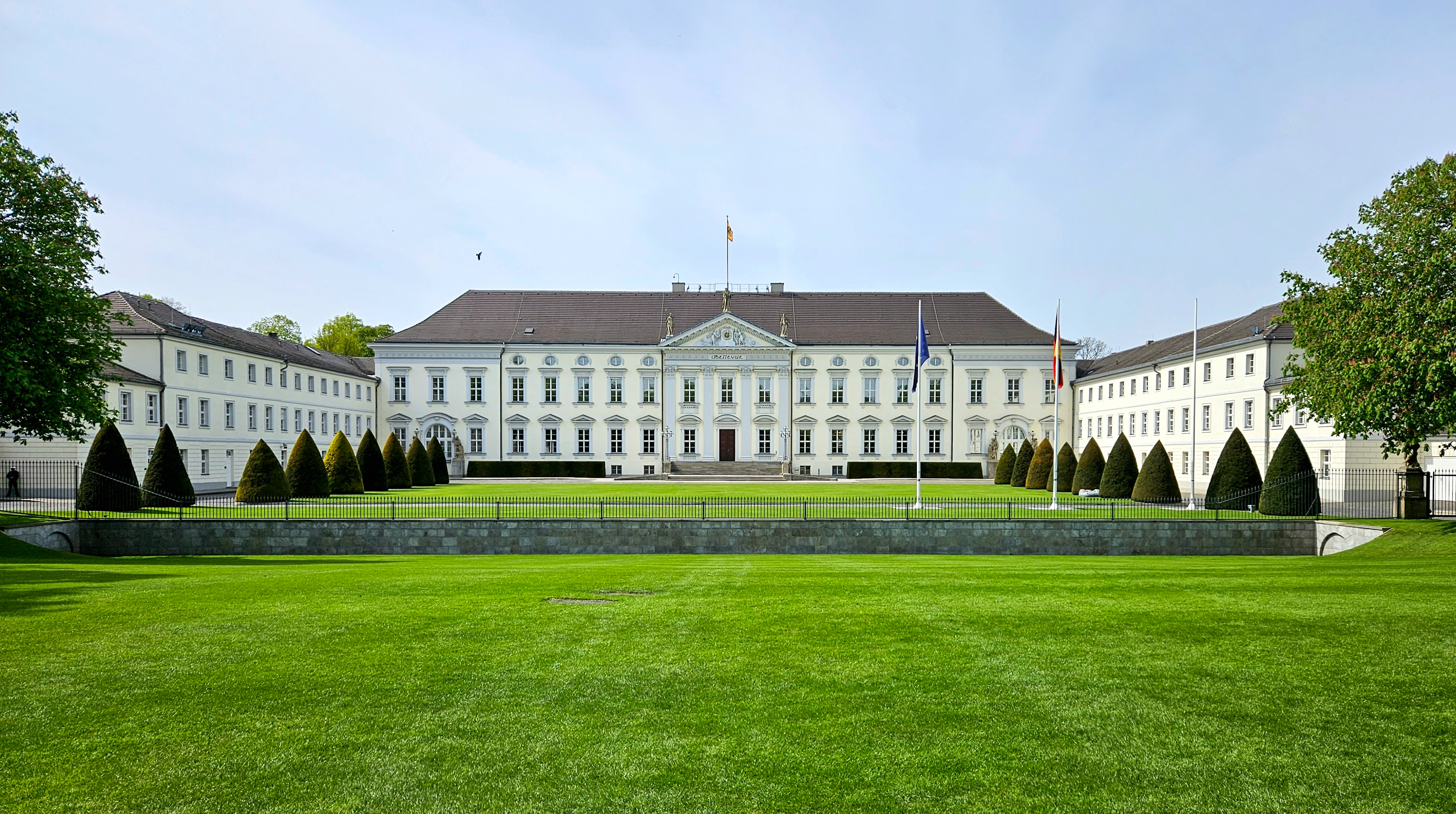
Schloss Bellevue

Sau khi nước Đức tái thống nhất vào ngày 3 tháng 10 năm 1990, Berlin trở thành một tiểu bang thành phố độc lập của Đức. Berlin được chia ra thành 12 quận. Bên cạnh đó, Berlin còn là thủ đô và trụ sở chính phủ của nước Cộng hòa Liên bang Đức từ ngày 20 tháng 6 năm 1991.

### Thủ đô
Nghị quyết Thủ đô của Quốc hội Liên bang Đức lần thứ nhất sau tái thống nhất vào năm 1991 quyết định Berlin, thủ đô của liên bang, sẽ là trụ sở của Quốc hội Liên bang, của chính phủ liên bang và của Hội đồng Liên bang. Từ năm 1994, trụ sở của tổng thống liên bang cũng ở tại Berlin. Trong năm 1999 một phần lớn chính phủ liên bang đã chuyển từ Bonn về Berlin. Nhưng Berlin không phải là thủ đô tập trung vì phần lớn các cơ quan liên bang nằm ở thành phố Bonn trực thuộc liên bang hay là trong các thành phố khác.

### Tiểu bang Berlin

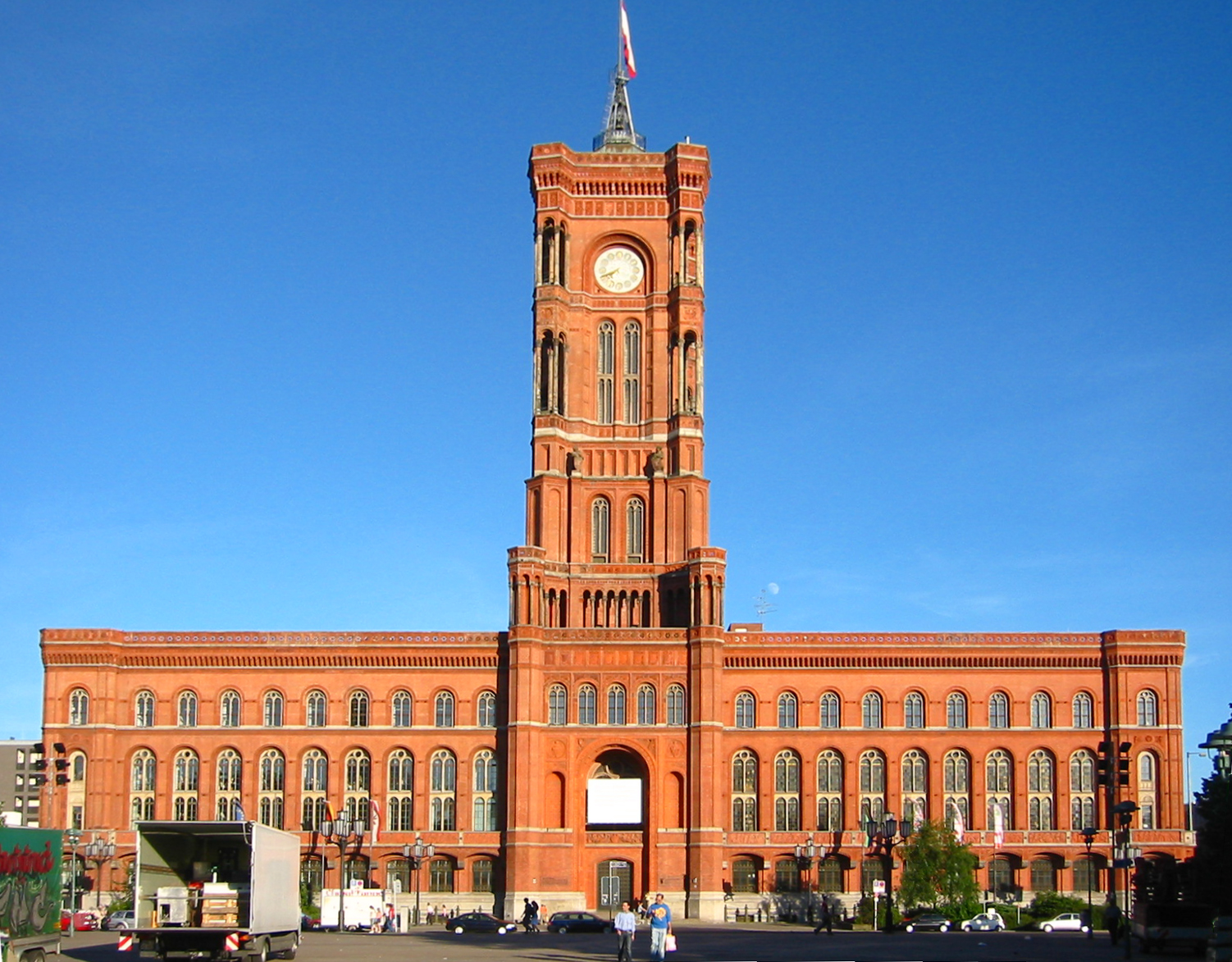
Tòa thị chính Berlin

Từ khi tái thống nhất hai quốc gia Đức vào ngày 3 tháng 10 năm 1990, Berlin là một tiểu bang của nước Cộng hòa Liên bang Đức. Số quận trực thuộc Berlin được giảm từ 23 xuống còn 12. Trong quốc hội tiểu bang Berlin, theo Hiến pháp của Berlin là quyền lực lập pháp, hiện nay bao gồm nghị sĩ của các đảng SPD, CDU, Đảng Cánh tả, Đảng Xanh (Büdnis 90/Die Grüne) và FDP. Chính phủ tiểu bang, quyền lực hành pháp, bao gồm thị trưởng và đến 8 nghị sĩ. Thị trưởng đương nhiệm đồng thời cũng là người đại diện cho tiểu bang và thành phố.

### Các quận
Sau cuộc cải cách vào ngày 2001 23 quận lẻ của Berlin trước đây được gộp lại thành 12 quận chính như hiện tại, bao gồm: Mitte, Friedrichshain-Kreuzberg, Pankow, Charlottenburg-Wilmersdorf, Spandau, Steglitz-Zehlendorf, Tempelhof-Schöneberg, Neukölln, Treptow-Köpenick, Marzahn-Hellersdorf, Lichtenberg và Reinickendorf.

Các quận của Berlin

| Các quận Bezirke           | Dân số 2020 | Diện tích km² |
| -------------------------- | ----------- | ------------- |
| Charlottenburg-Wilmersdorf | 343.592     | 64,7          |
| Friedrichshain-Kreuzberg   | 290.386     | 20,4          |
| Lichtenberg                | 294.201     | 52,1          |
| Marzahn-Hellersdorf        | 269.967     | 61,8          |
| Mitte                      | 385.748     | 39,4          |
| Neukölln                   | 329.917     | 44,9          |
| Pankow                     | 409.335     | 103,2         |
| Reinickendorf              | 266.408     | 89,3          |
| Spandau                    | 245.197     | 91,9          |
| Steglitz-Zehlendorf        | 310.071     | 102,6         |
| Tempelhof-Schöneberg       | 332.140     | 53,0          |
| Treptow-Köpenick           | 236.722     | 167,3         |

### Hành chính
Vì Berlin là một đơn vị hành chính thống nhất nên các quận không phải là một đơn vị hành chính độc lập và vì thế mà phụ thuộc nhiều vào quốc hội tiểu bang và các cơ quan hành chính dưới quyền của quốc hội tiểu bang giám sát các quận trên bình diện hành chính. Mặc dù vậy, mỗi quận đều có đại diện nhân dân riêng, hội đồng nhân dân quận (Bezirksverordnetenversammlung) bầu ra ủy ban quận (Bezirksamt) bao gồm quận trưởng và 5 thành viên. Các quận trưởng họp thành Hội đồng quận trưởng, có chủ tịch là người thị trưởng đương nhiệm, cố vấn cho quốc hội tiểu bang.

### Huy hiệu và cờ
Biểu tượng của Berlin là một con gấu màu đen đang đứng với lưỡi màu đỏ và móng vuốt màu đỏ, còn được gọi là Con gấu Berlin. Nguồn gốc của con gấu biểu tượng không được biết rõ. Người ta phỏng đoán rằng biểu tượng này có thể xuất phát từ người thành lập hầu quốc Brandenburg: Albrecht Gấu hay xuất phát từ diễn đạt cách phát âm của tên thành phố. Con gấu được nhìn thấy lần đầu tiên trên con dấu vào năm 1280. Tuy vậy, mãi đến thế kỷ 19 Con gấu Berlin mới vượt qua được chim đại bàng Brandenburg trở thành huy hiệu của thành phố. Cờ tiểu bang Berlin có hình con gấu trên nền trắng và 2 vạch đỏ ờ phía trên và phía dưới. Huy hiệu tiểu bang là con gấu trên khiên bạc phía trên có một vương miện vàng.
| Huy hiệu tiểu bang | Biểu tượng tiểu bang | Cờ tiểu bang |                      |
| Huy hiệu tiểu bang | Biểu tượng tiểu bang | Cờ tiểu bang | Cờ cơ quan tiểu bang |

### Thành phố kết nghĩa
Berlin kết nghĩa với:
- Los Angeles, Hoa Kỳ (1967)
- Madrid, Tây Ban Nha (1988)
- Istanbul, Thổ Nhĩ Kỳ (1989)
- Warsaw, Ba Lan (1991)
- Moskva, Nga (1991)
- Brussels, Bỉ (1992)
- Budapest, Hungary (1992)
- Tashkent, Uzbekistan (1993)
- Thành phố México, México (1993)
- Jakarta, Indonesia (1993)
- Bắc Kinh, Trung Quốc (1994)
- Tokyo, Nhật Bản (1994)
- Buenos Aires, Argentina (1994)
- Prague, Cộng hòa Séc (1995)
- Windhoek, Namibia (2000)
- London, Vương quốc Liên hiệp Anh và Bắc Ireland (2000)

## Kinh tế

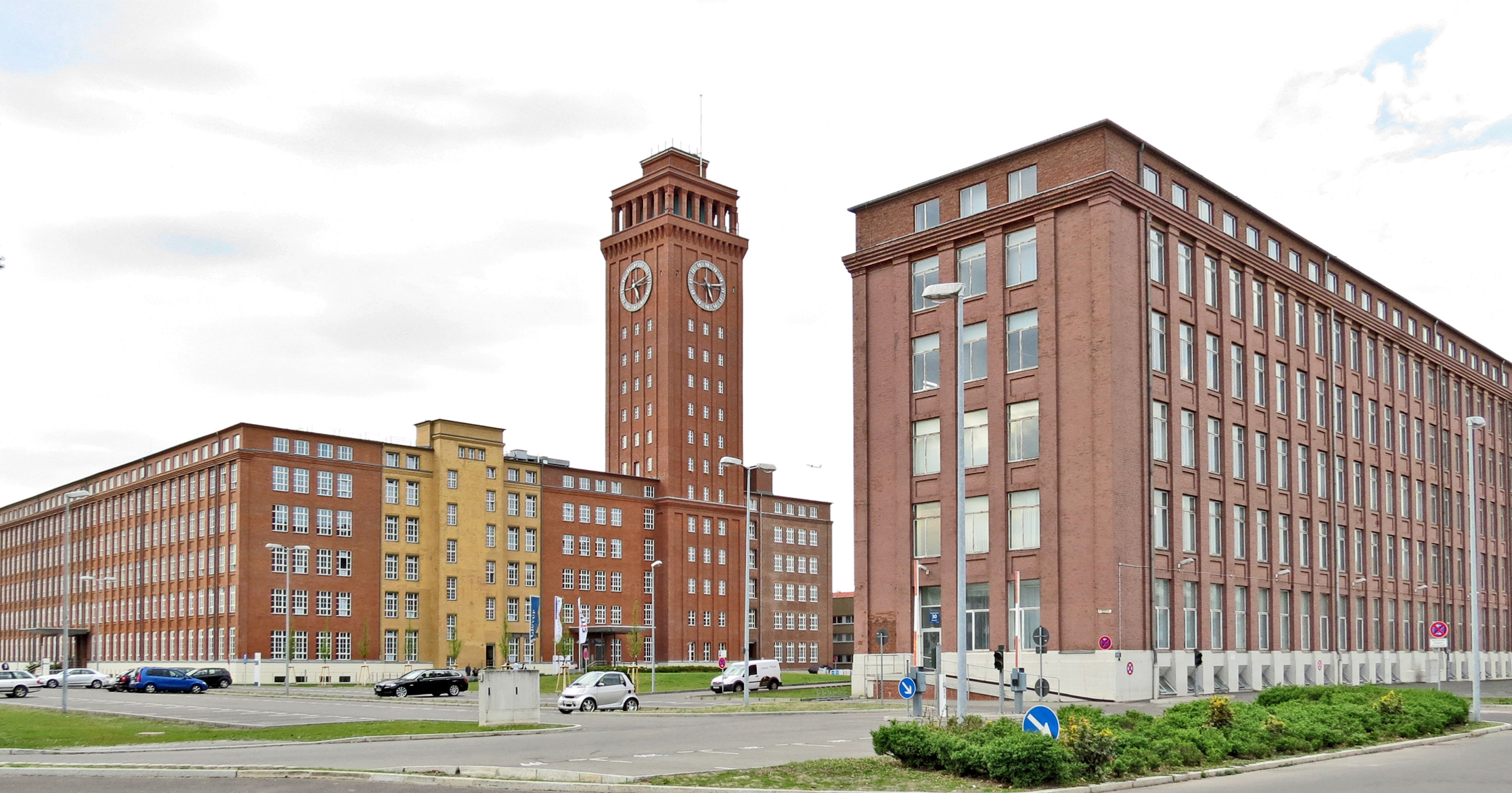
Siemens AG

Tổng sản phẩm nội địa của Berlin trong năm 2022 là 179,4 tỉ Euro. Để so sánh: tiểu bang Brandenburg đạt 79,8 tỉ Euro với khoảng 2/3 dân số.
Trên 79% doanh nghiệp thuộc vào khu vực thứ ba. Động cơ kinh tế chính hiện nay là khu vực dịch vụ với 670.000 lao động chiếm 40% trong tổng số lao động ở Berlin (2021).
Siemens AG là hãng thiết bị công nghiệp lớn nhất của CHLB Đức và châu Âu, các trụ sở quốc tế của Siemens đóng ở Berlin và München.

### Truyền thông

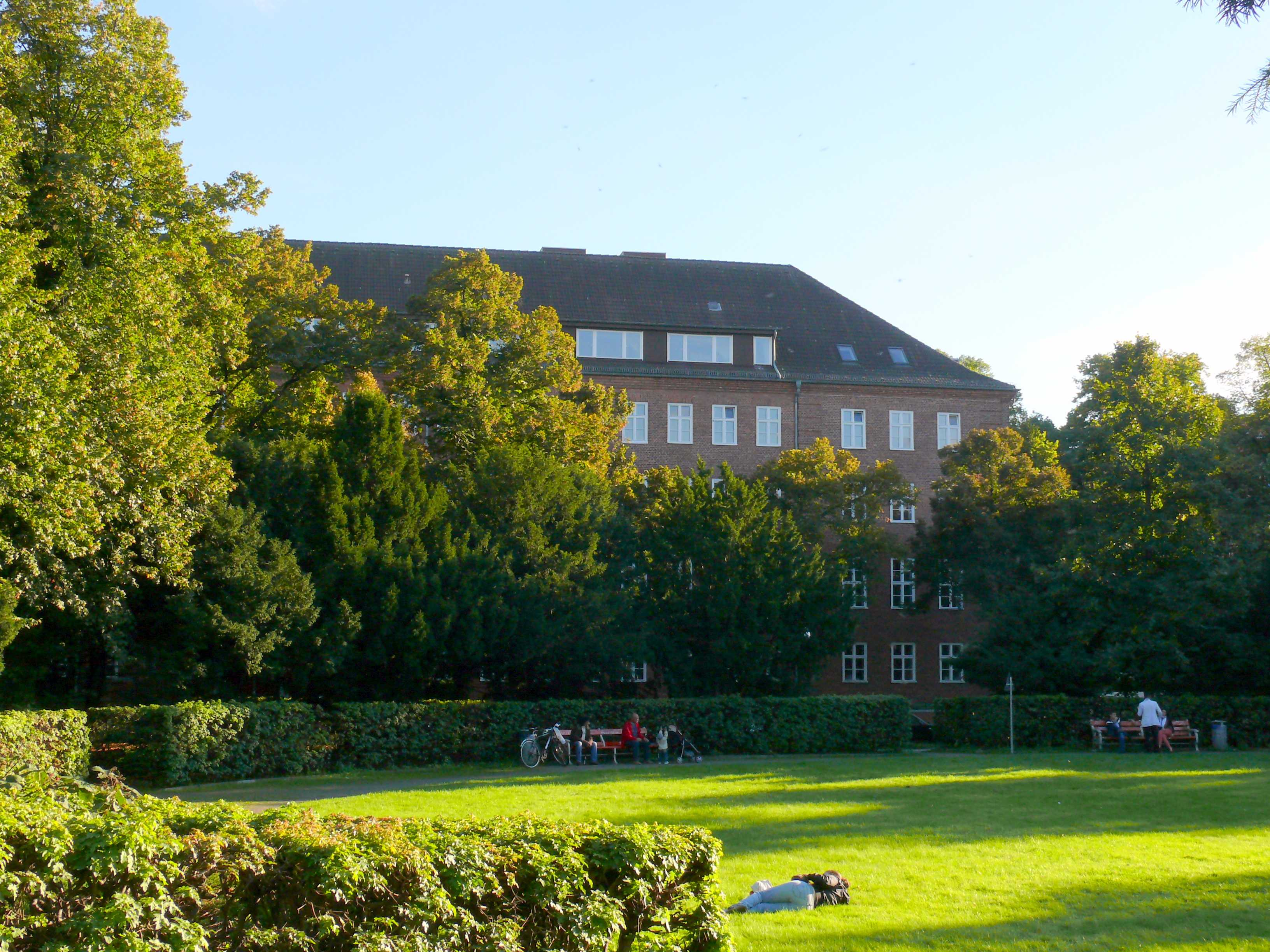
Springer Nature

Berlin là trụ sở của rất nhiều đài phát thanh và truyền thông địa phương cũng như toàn liên bang. Bên cạnh các đài truyền hình như TV.Berlin hay Welt tại Berlin còn có nhiều đài phát thanh tư nhân. Các đài phát thanh và truyền hình thuộc nhà nước như RBB, Deutsche Welle TV và DeutschlandRadio cũng có trụ sở tại Berlin. Góp phần vào tầm quan trọng chính trị của thủ đô là các "studio thủ đô" của các đài phát sóng trên toàn liên bang như ARD, ZDF hay RTL.
Đa số nhật báo được phát hành tại Berlin. Các báo lớn nhất là Berliner Zeitung, Berliner Morgenpost cũng như là Tagesspiegel, cả ba đều có một phần lớn chuyên về Berlin. Có tầm quan trọng trên toàn liên bang là tờ taz tự do cánh tả, tờ Welt bảo thủ, tuần báo bảo thủ cánh tả Junge Freiheit, tờ Neues Deutschland thiên về Đảng Cánh tả. Ngoài ra ở Berlin còn có các tờ báo khổ nhỏ B.Z., Bild Berlin và Berliner Kurier.
Bên cạnh đó là có nhiều báo chuyên đăng quảng cáo như Berliner Woche hay Berliner Abendblatt; ngoài ra còn có nhiều tạp chí thành phố như der Tip hay The Berliner.
Berlin cũng là trụ sở của nhà xuất bản Walter de Gruyter và Springer Nature.

### Bán lẻ
Trung tâm Thương mại Đồng Xuân (Dong Xuan Center) là một trung tâm bán buôn do người Việt điều hành trên đường Herzbergstrasse ở quận Lichtenberg thuộc Berlin. Đây được xem là trung tâm thương mại lớn nhất của người Việt tại Đức và là chợ Á châu lớn nhất thành phố.

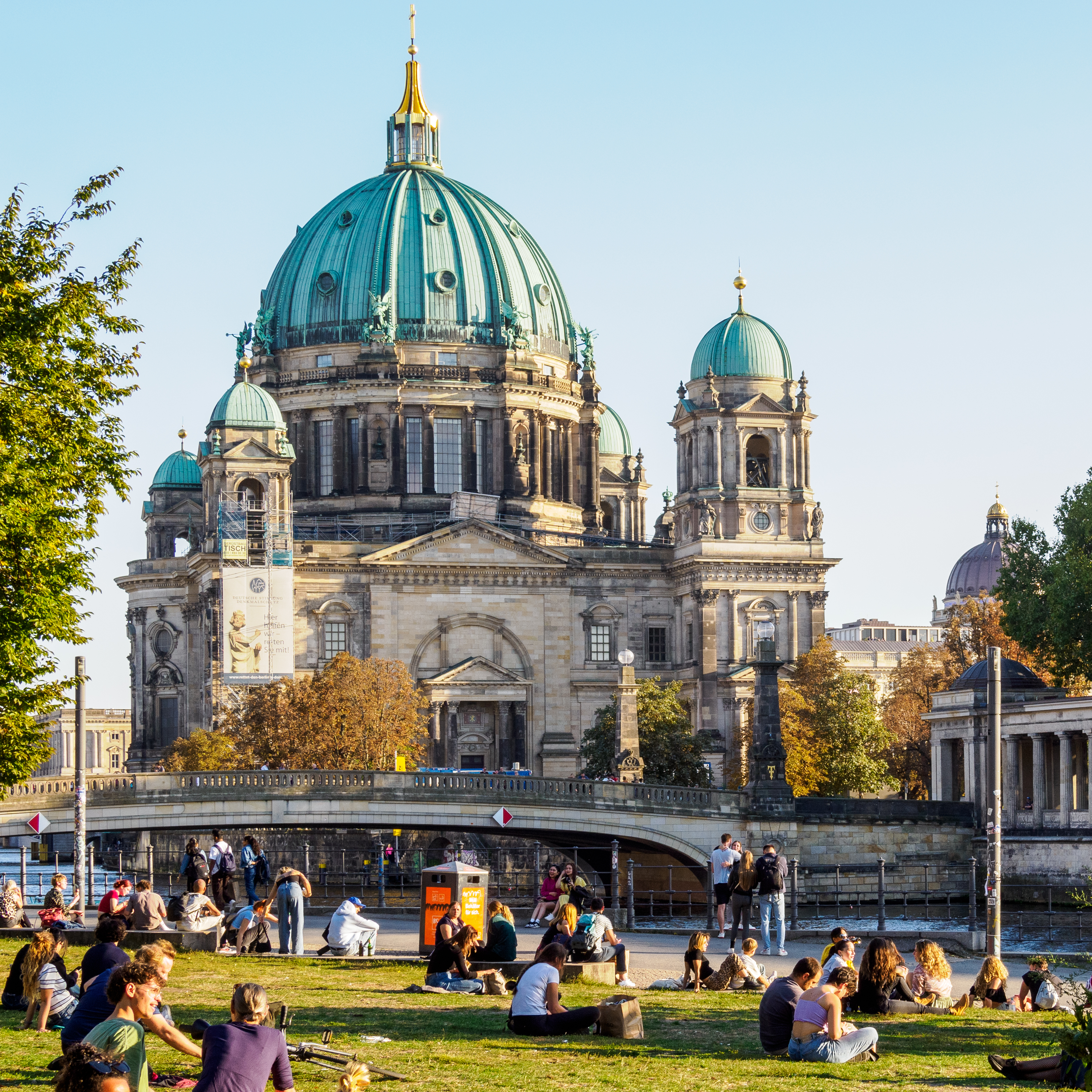
Nhà thờ lớn Berlin của Giáo hội Tin Lành

## Tôn giáo
Hơn 60% dân cư Berlin không đăng ký tôn giáo. Hệ phái tôn giáo lớn nhất là Giáo hội Tin Lành tại Đức (EKD) chiếm 18,7% dân số năm 2010, theo sau là Công giáo chiếm 9,2%. Khoảng 2,7% dân số theo các hệ phái Kitô giáo khác (chủ yếu là Chính thống giáo và các nhóm Tin Lành).
Năm 2009 Berlin có khoảng 249.000 người Hồi giáo có đăng ký thành viên. Giữa năm 1992 và 2011, dân số Hồi giáo tăng gần gấp đôi. Có hơn 80 thánh đường Hồi giáo, 10 hội đường Do Thái giáo, và 2 ngôi chùa Phật giáo tọa lạc tại Berlin.

## Văn hóa và danh lam thắng cảnh

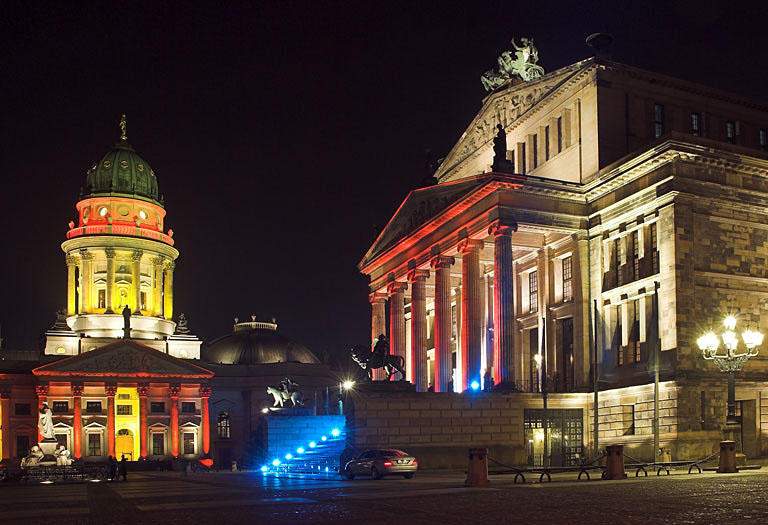
Festival of Lights

Với vai trò thủ đô, Berlin là nơi tập trung nhiều địa điểm văn hóa giải trí, công trình thể thao quan trọng của đất nước, đồng thời cũng là địa điểm được lựa chọn để tổ chức nhiều sự kiện chính trị và thể thao quốc tế. 

### Nhà hát, hòa nhạc và hợp xướng
Berlin nổi tiếng với rất nhiều sân khấu. Nổi tiếng nhất là Berliner Ensemble, Volksbühne (Sân khấu Nhân dân) ở Rosa-Luxemburg-Platz (Quảng trường Rosa Luxembourg), Palast Berlin, Schaubühne am Lehniner Platz, Theater des Westens (Nhà hát Phương Tây), GRIPS Theater, Renaissance-Theater (Nhà hát Phục Hưng) và Deutsches Theater Berlin (Nhà hát Đức Berlin). Ngoài ra Berlin còn có 3 nhà hát opera: Staatsoper Unter den Linden (Nhà hát opera quốc gia Unter den Linden), Deutsche Oper Berlin (Nhà hát opera Đức ở Berlin) và Komische Oper Berlin (Nhà hát opera hài Berlin). Được tổ chức hằng năm ở Berlin là Liên hoan phim quốc tế Berlin Berlinade với giải thưởng Con Gấu Vàng.
Bên cạnh đó Berlin cũng có nhiều đoàn hòa nhạc và hợp xướng. Ngoài Berliner Philharmoniker, Staatskapelle Berlin và Berliner Sinfonie Orchester, ở Berlin còn có nhiều đoàn hòa nhạc và hợp xướng của công ty Rundfunk Orchester und Chöre GmbH.

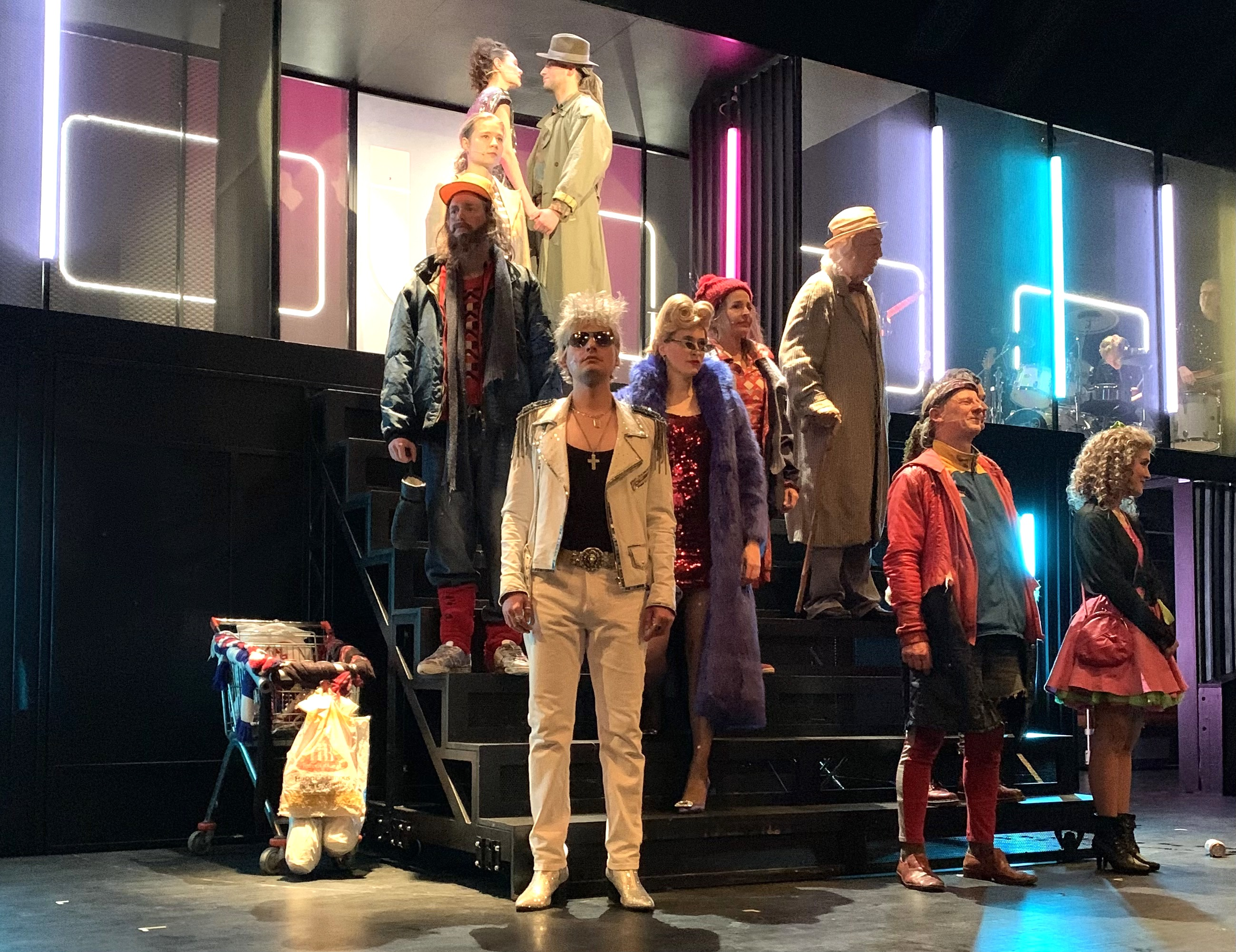
GRIPS Theater
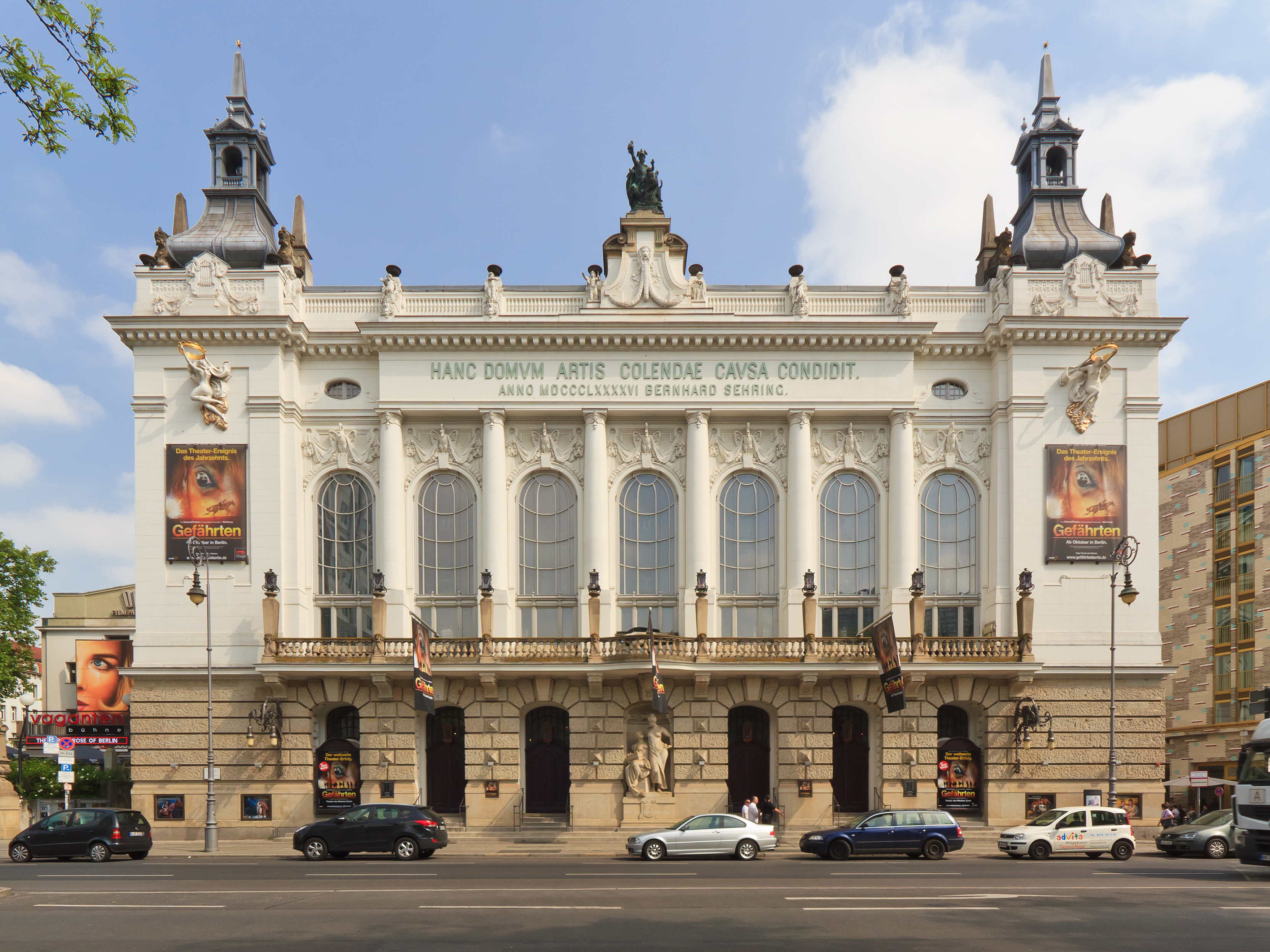
Nhà hát Phương Tây
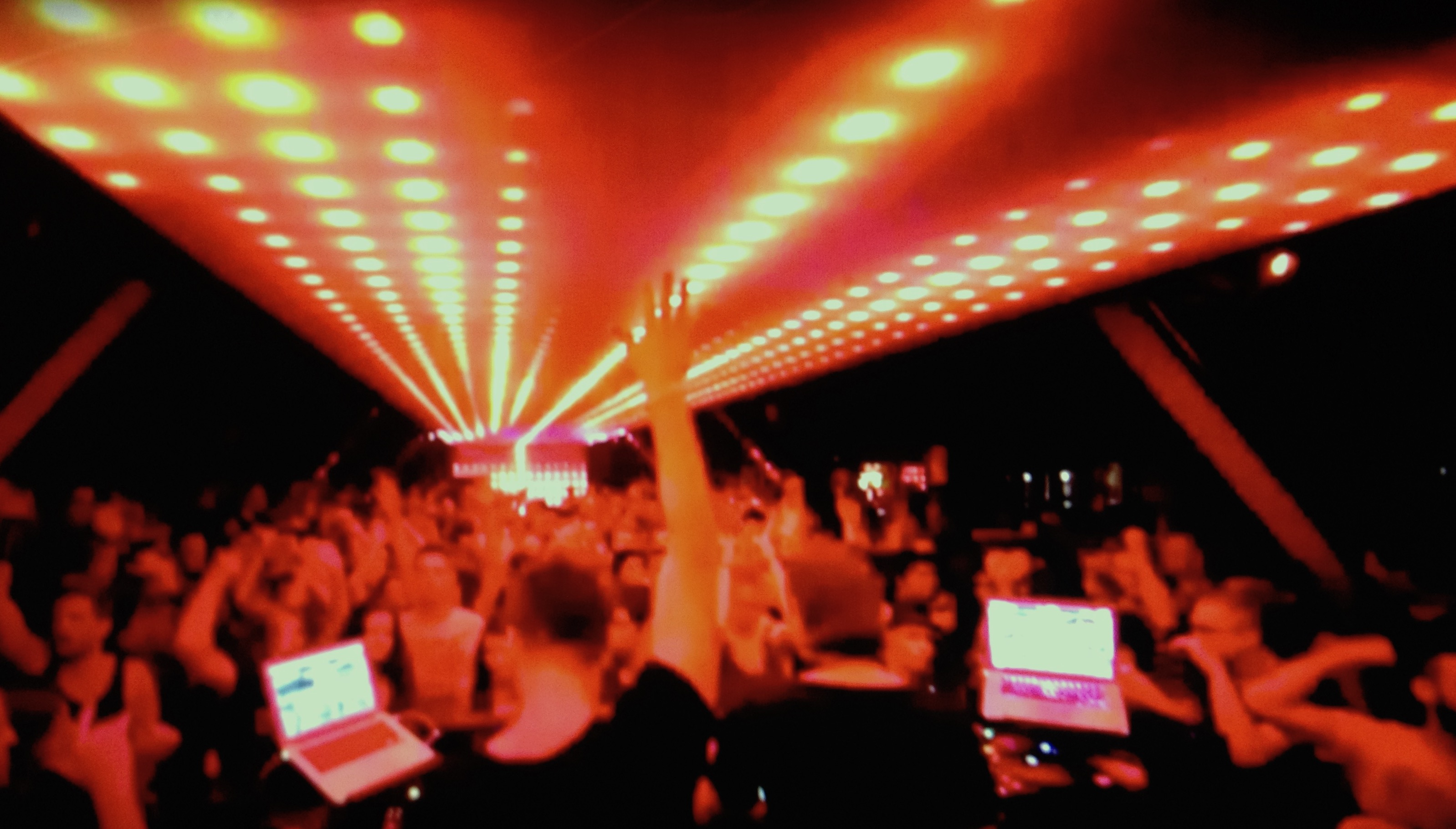
Câu lạc bộ giải trí
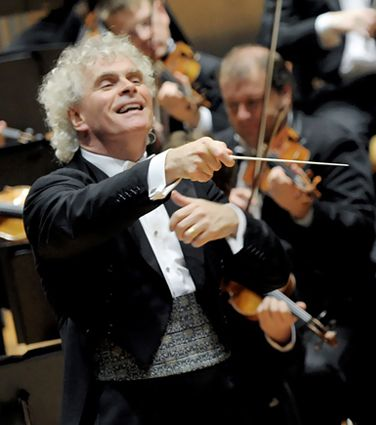
Berliner Philharmoniker
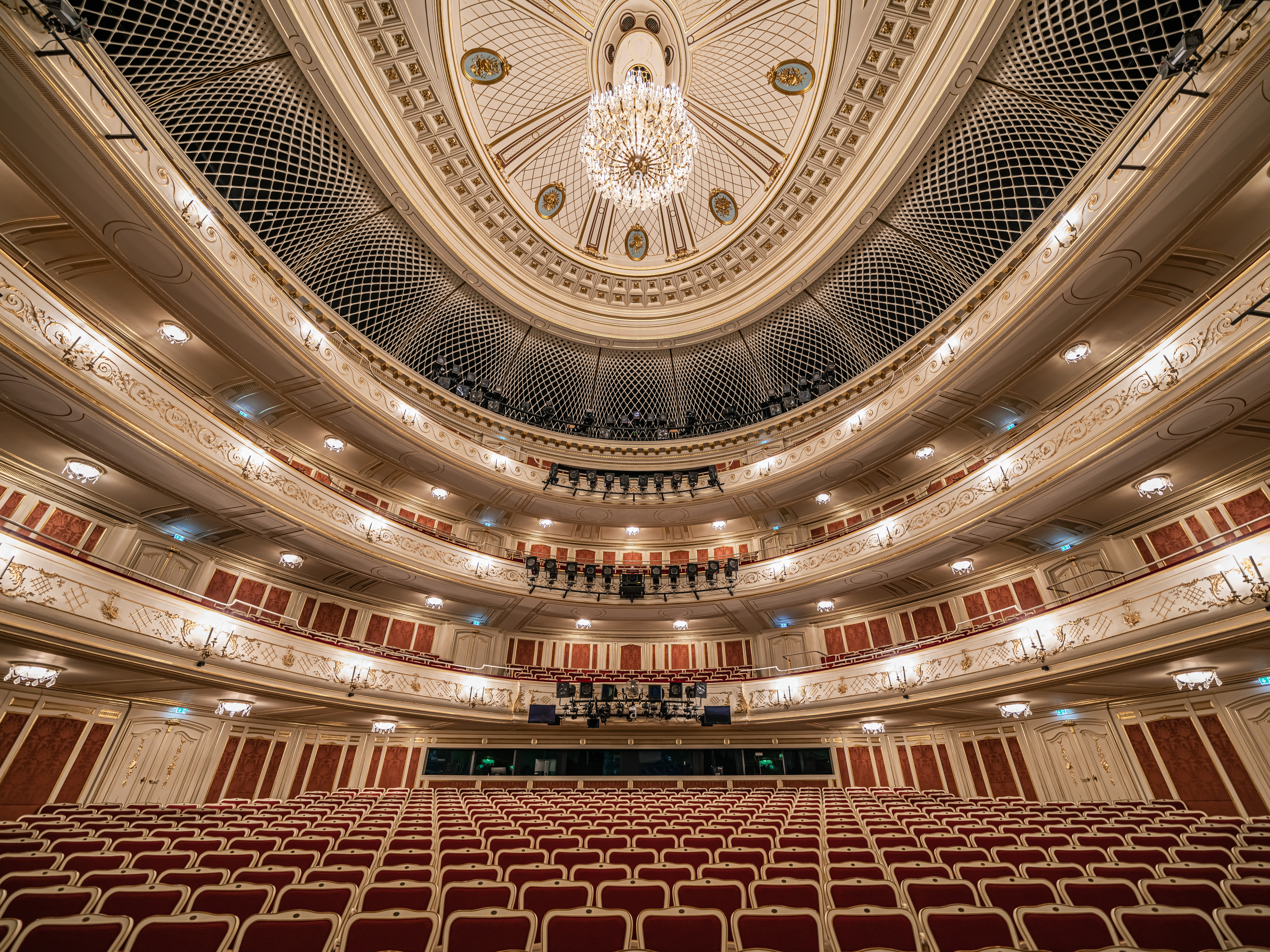
Staatsoper

### Viện bảo tàng
Berlin có nhiều viện bảo tàng. Ngay từ năm 1841, hòn đảo viện bảo tàng (Museuminsel) được bao bọc bởi sông Spree và kênh đào Kupfergraben đã được quy định trở thành "một quận cống hiến cho nghệ thuật và khoa học nghiên cứu thời Cổ đại" qua một sắc lệnh của vua. Trong thời gian sau đó nhiều viện bảo tàng đã được thành lập như Altes Museum (Viện bảo tàng Cũ) trong Lustgarten, Neues Museum (Viện bảo tàng Mới), Alte Nationalgalerie (Phòng trưng bày tranh Quốc gia Cũ), Bodenmuseum và Pergamonmuseum. Các viện bảo tàng này chủ yếu trưng bày hiện vật của thời Cổ đại. Đảo viện bảo tàng đã được đưa vào danh sách di sản văn hóa thế giới của UNESCO năm 1999.
Ngoài hòn đảo viện bảo tàng này Berlin còn có nhiều viện bảo tàng khác với nhiều chủ đề đa dạng. Gemäldegalerie (Phòng trưng bày tranh), Neue Nationalgalerie (Phòng trưng bày tranh Quốc gia Mới) là các viện bảo tàng nghệ thuật, Bauhaus-Archiv là một viện bảo tàng kiến trúc. Viện bảo tàng Lịch sử Đức (Deutsches Historisches Museum) trong Zeughaus trên đường Unter den Linden minh họa 2000 năm lịch sử Đức. Viện Bảo tàng Do Thái (Jüdisches Museum) trưng bày trong một phòng triển lãm cố định lịch sử Do Thái-Đức trong khoảng thời gian tương tự. Lâu đài đi săn Grunewald chứa đựng một bộ sưu tập tranh được lựa chọn của thời gian từ thế kỷ 15 đến thế kỷ 19. Tập trung trong Berlin-Dahlem là nhiều viện bảo tàng về dân tộc học. Viện bảo tàng về Bộ An ninh Quốc gia ngày xưa của nước Cộng hòa Dân chủ Đức được thành lập trong khu Lichtenberg, trên khu đất của Bộ An ninh Quốc gia ngày xưa. Viện bảo tàng tại Checkpoint Charlie trưng bày các khoảng khắc từ lịch sử chia cắt nước Đức. Từ năm 2005, ở gần Potsdamer Platz (Quảng trường Potsdam) là tượng đài kỷ niệm những người Do Thái ở châu Âu đã bị giết chết của tác giả Peter Eisenman.

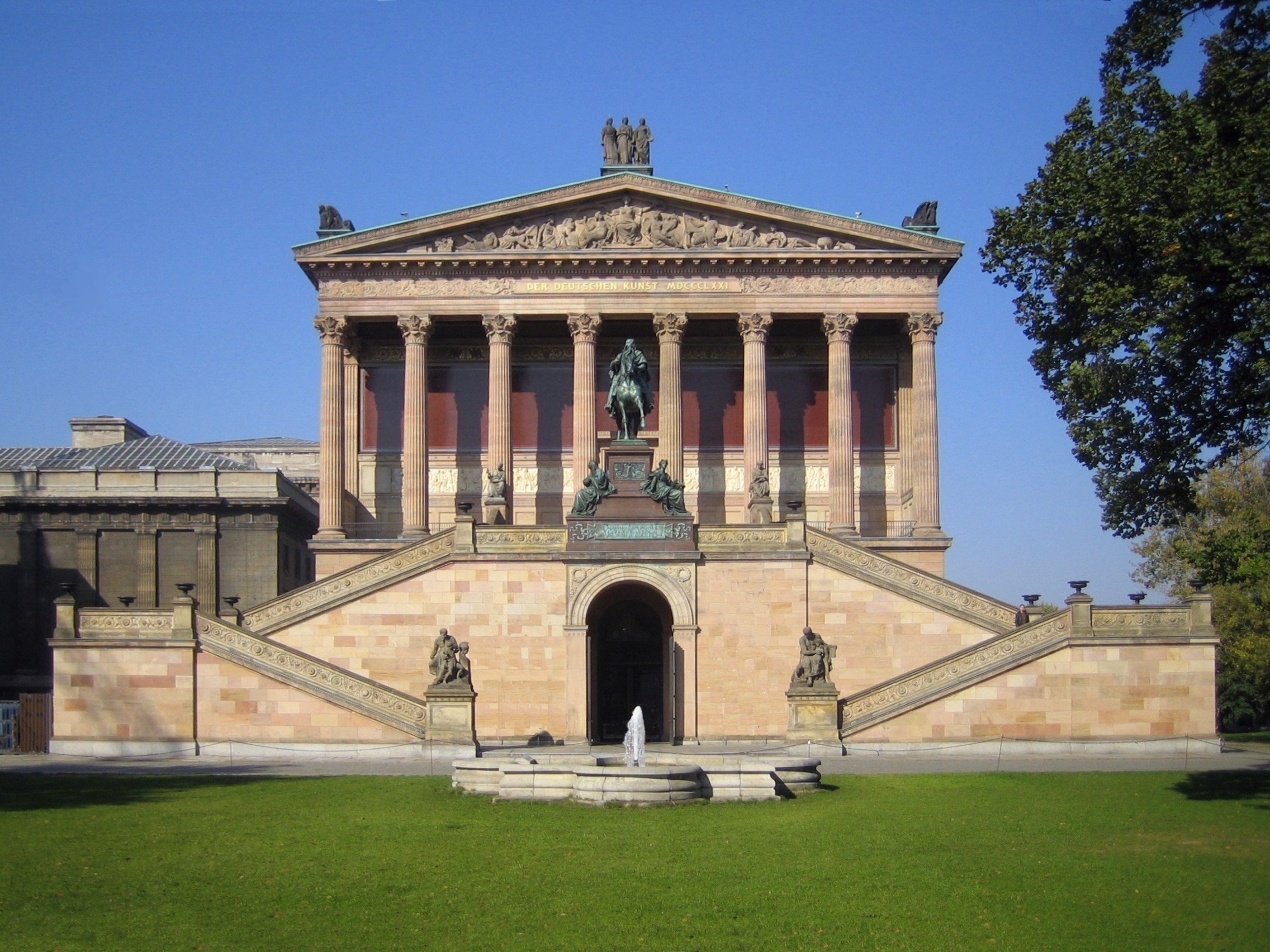
Alte Nationalgalerie

Quỹ về Nghệ thuật Phổ do liên bang và tất cả các tiểu bang cùng tài trợ có trụ sở chính tại Berlin. Quỹ ủng hộ cho Lâu đài và Vườn hoa Phổ Berlin-Brandenburg cũng có nhiều trụ sở quan trọng ở Berlin. Cả hai quỹ quản lý, gìn giữ, chăm sóc và bổ sung hiện vật văn hóa của vương quốc Phổ ngày xưa trong các cơ sở có tầm quan trọng quốc tế.
Quỹ bảo tàng thành phố Berlin hợp nhất các viện bảo tàng có nhiều truyền thống khác của Berlin. Quỹ được thành lập vào ngày 23 tháng 6 năm 1995 này là viện bảo tàng thành phố lớn nhất Đức. Là Viện bảo tàng Tiểu bang về Nghệ thuật và Lịch sử Berlin, viện bảo tàng này hình thành chủ yếu là từ việc sáp nhập Märkisches Museum – thành lập năm 1974 – và Berlin Museum (Viện bảo tàng Berlin) – thành lập năm 1962. Nhiều bộ sưu tập, một phần đã thành hình ngay từ thế kỷ 19, là tư liệu cho tất cả các lĩnh vực phát triển của Berlin một cách rất đa dạng, từ những dấu vết định cư đầu tiên của con người trong Thời kỳ Đồ đá cho đến hiện nay.

### Kiến trúc

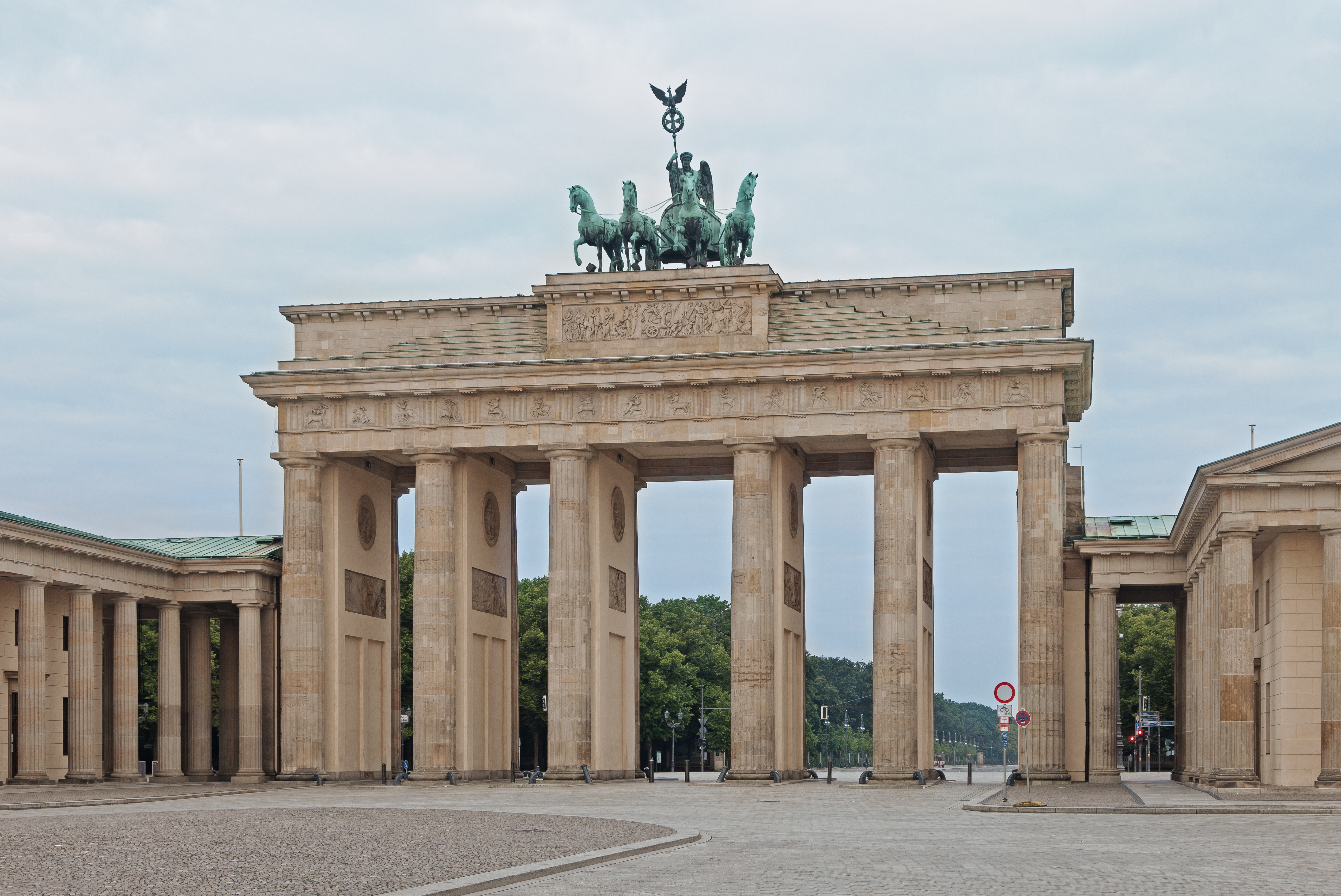
Cổng Brandenburg

Cổng Brandenburg (Brandenburger Tor) được xây dựng trong khoảng thời gian từ 1788 đến 1791 là biểu trưng của Berlin và cũng là tượng trưng của sự chia cắt nước Đức trong quá khứ. Cổng này dựa theo cổng Propylaea của Acropolis ở Athena, phía trên có một cỗ xe tứ mã với nữ thần chiến thắng Victoria. Thật ra người sáng tạo ra cổng Brandenburg Johann Gottfried Schadow đã nghĩ đến nữ thần hòa bình Eirene khi xây dựng công trình này. Cổng nằm ở cuối đường Unter den Linden về phía tây, con đường chạy dài cho đến đảo viện bảo tàng trên sông Spree và Nhà thờ chính tòa Berlin. Ranh giới giữa hai nước Đức chạy qua đây cho đến khi tái thống nhất Đức vào ngày 3 tháng 10 năm 1990.
Nằm trong khu vực này là Nhà hát Quốc gia Unter den Linden (Staatsoper Unter den Linden) được xây dựng năm 1743 theo phong cách Rococo, Thư viện Quốc gia Berlin (Staatsbibliothek zu Berlin) được kiến tạo trong khoảng từ 1774 đến 1780, Zeughaus Berlin kiểu Baroque được xây dựng từ 1695 cho đến 1706 theo bản vẽ của Andreas Schlüter và Nhà thờ thánh Hedwig, nhà thờ chính của giáo khu công giáo Berlin. Nhà thờ Pháp (Französicher Dom) trên Gendarmenmarkt đã là trung tâm của Khu phố Pháp trong thế kỷ 17. Trường Đại học Humboldt Berlin khánh thành năm 1809, nơi nhà triết học Wilhelm Friedrich Hegel đã từng giảng dạy và là nơi đã đào tạo 27 người nhận giải thưởng Nobel.
Tại đường Unter der Linden, kiến trúc sư Christian Daniel Rauch đã dựng nên một bức tượng tuyệt hảo, cho thấy vua Friedrich II Đại Đế (trị vì: 1740–1786) trên lưng ngựa. Một con đường mua sắm được ưa chuộng ở Berlin là Kurfürstendamm với rất nhiều khách sạn, cửa hàng và nhà hàng. Nhà thờ Tưởng niệm Hoàng đế Wilhelm (Kaiser-Wilhelm-Gedächtniskirche) được xây dựng từ 1891 đến 1895, bị phá hủy trong Chiến tranh thế giới thứ hai. Nhà thờ này nằm ở cuối đại lộ về hướng đông. Phần tháp đổ nát còn lại được giữ nguyên như đài kỷ niệm.

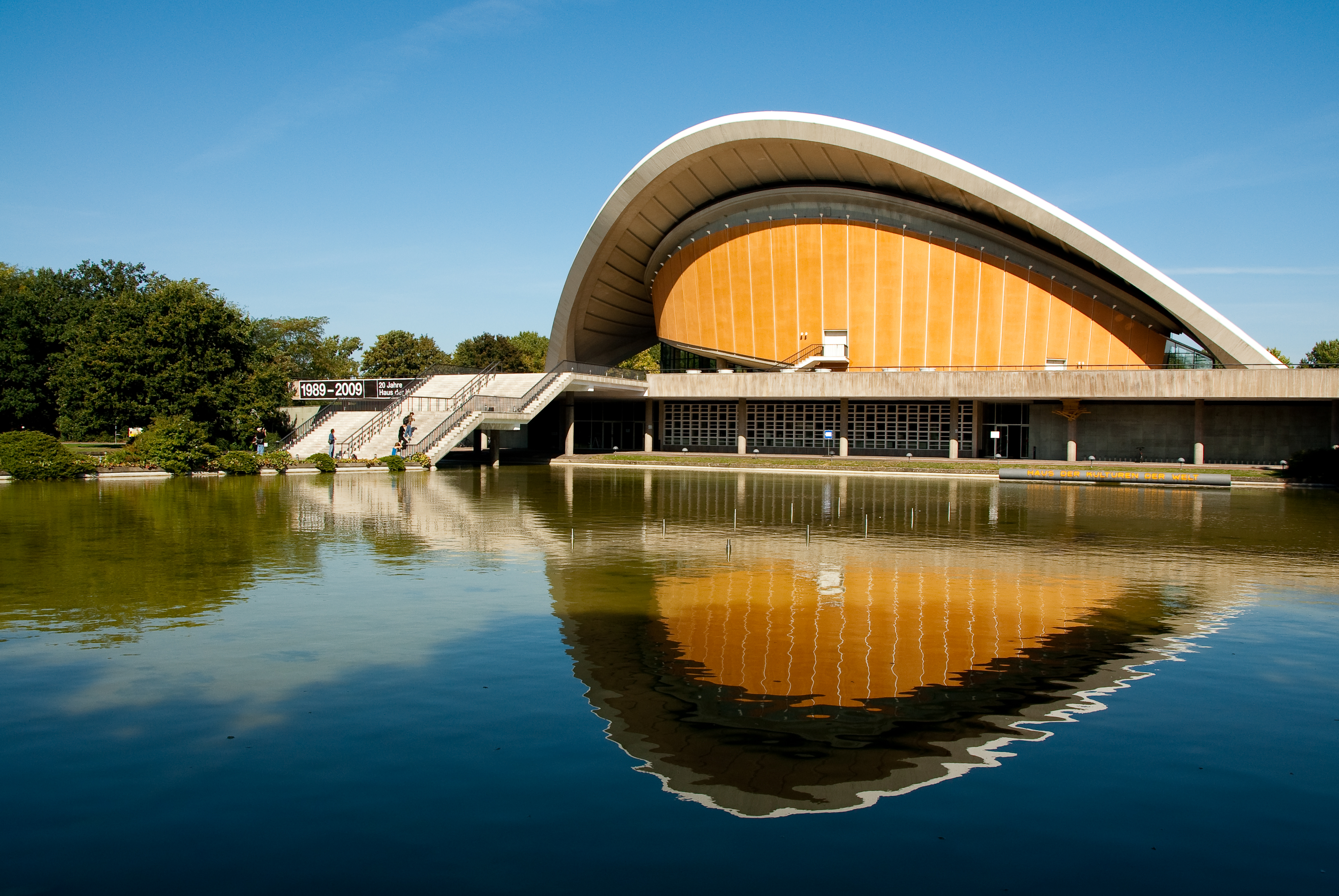
Kongresshalle
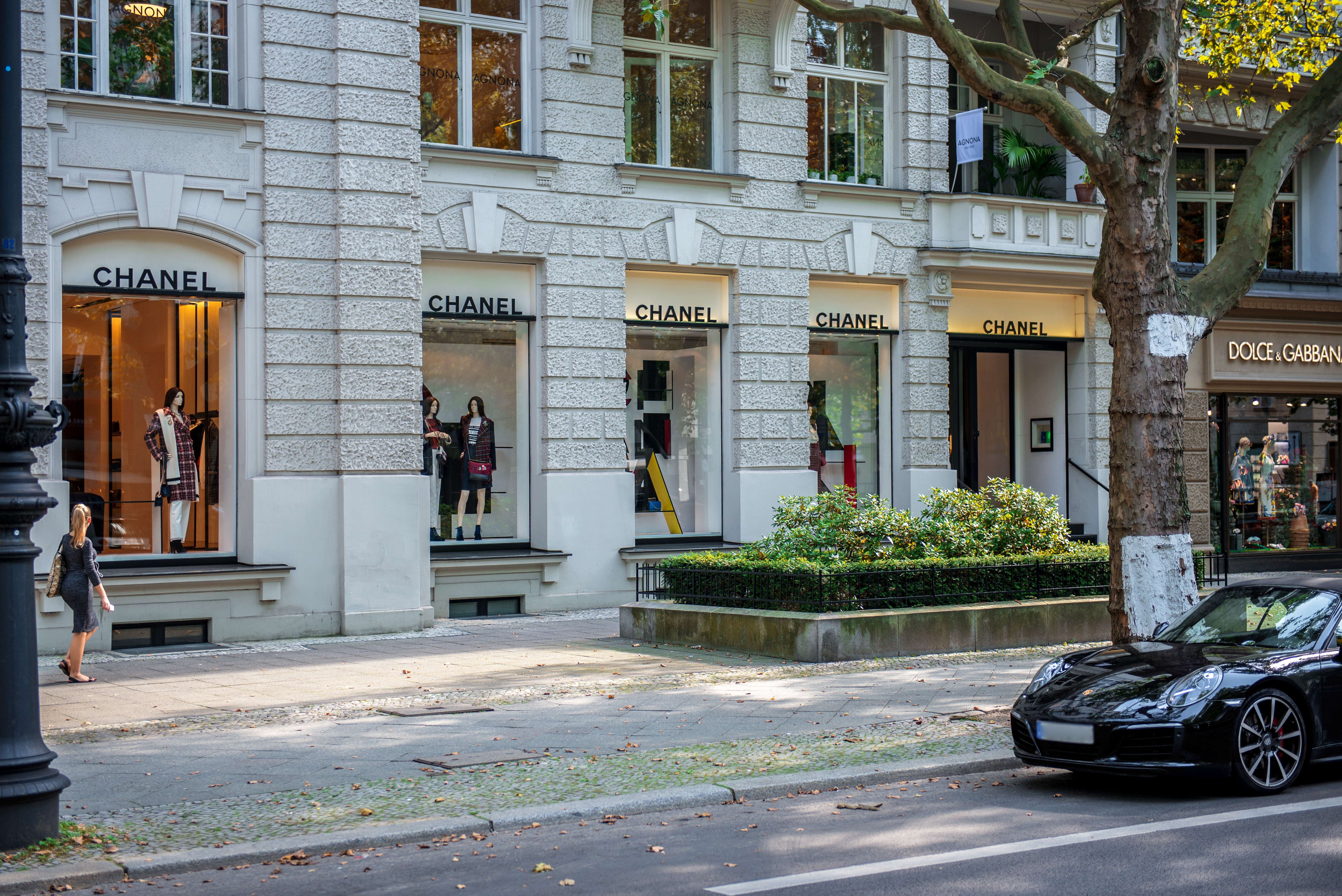
Kurfürstendamm
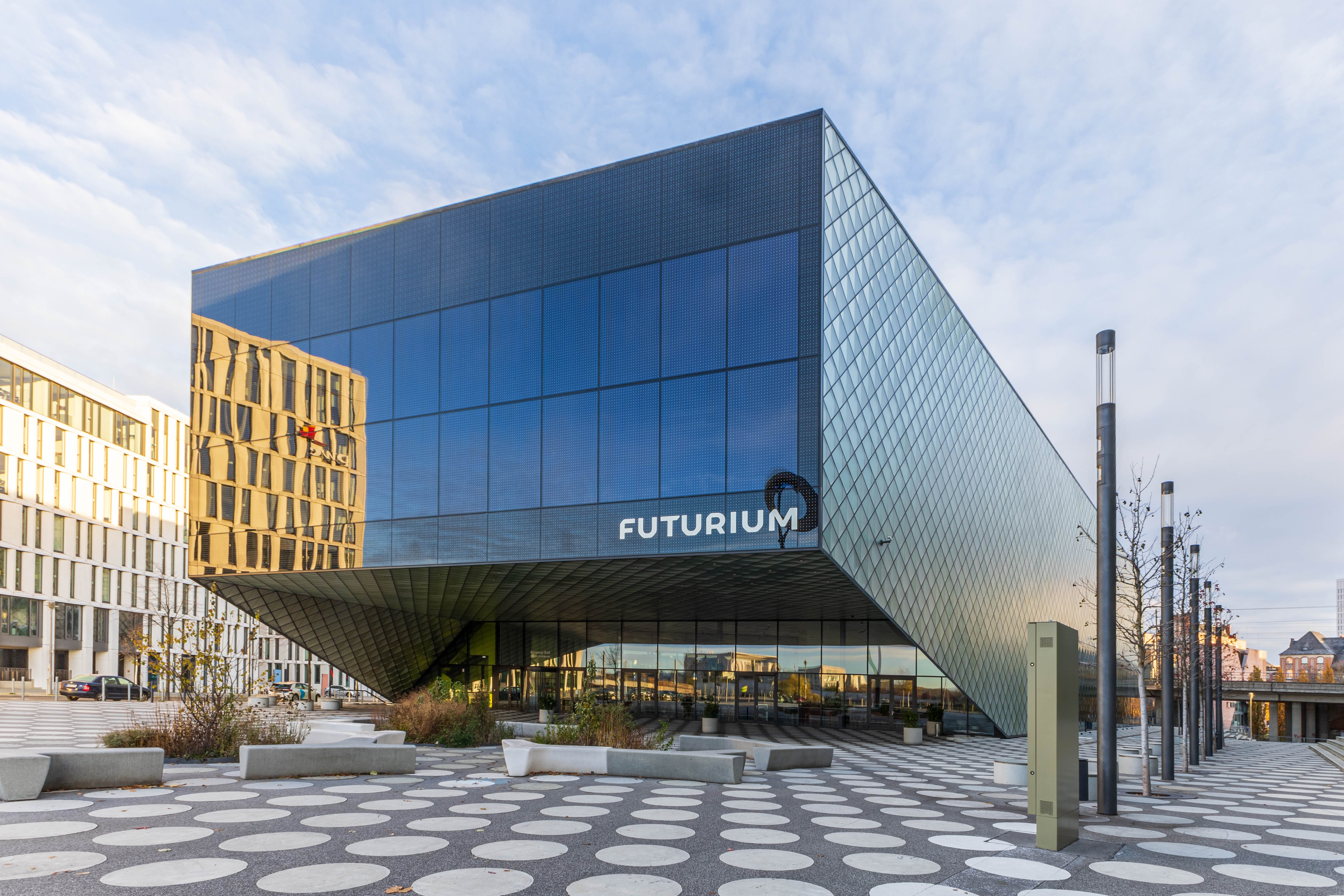
Futurium
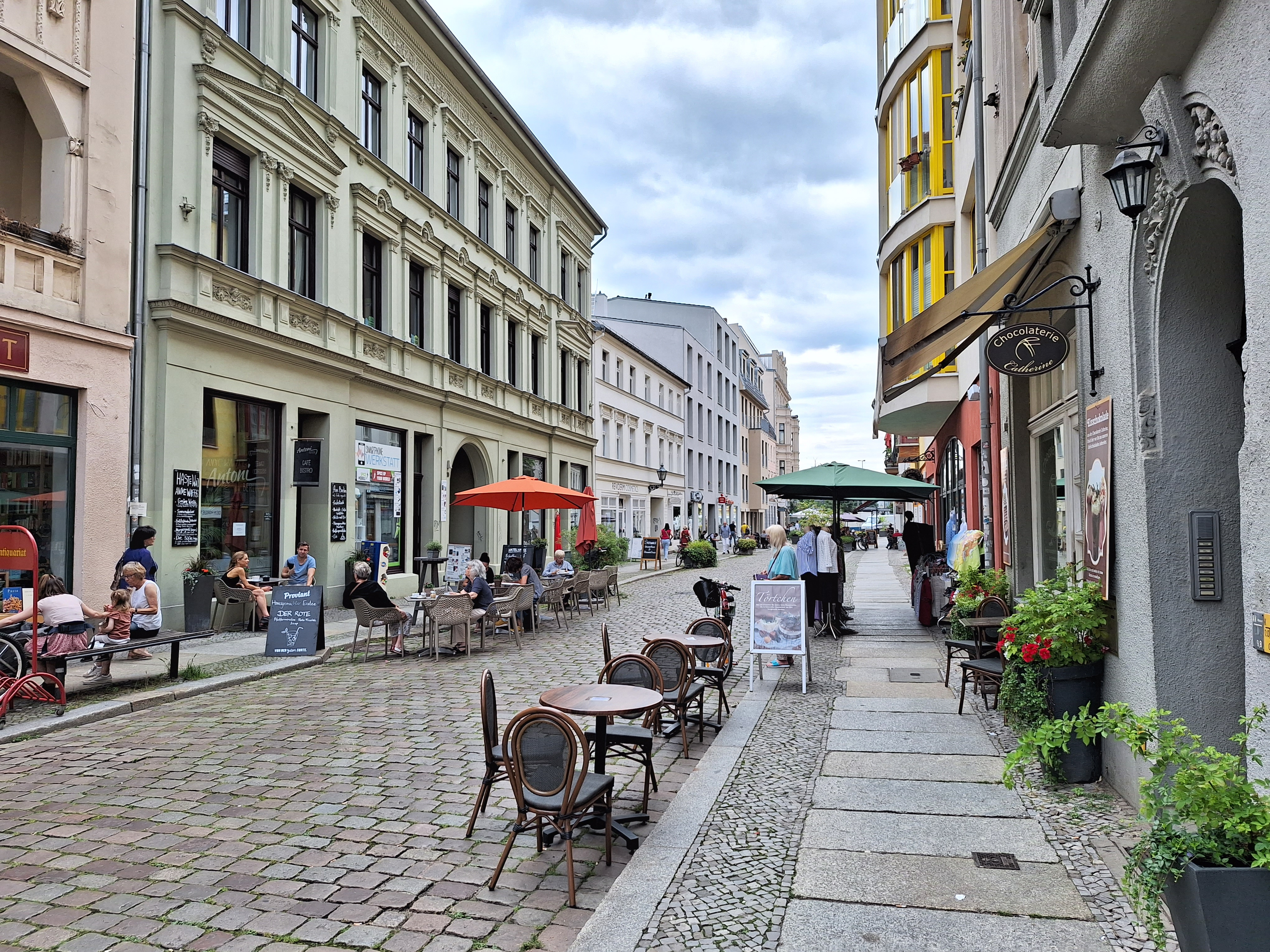
Köpenick

Đường nối dài Kurfürstendamm về phía đông là Tauentzienstraße, nơi có Trung tâm mua sắm phương Tây (Kaufhaus des Westens – KaDeWe), trung tâm mua sắm lớn nhất trên lục địa châu Âu, và Europa-Center được xây dựng từ 1963 cho đến 1965. Trải dài về hướng đông bắc với chiều dài 3 km là công viên lớn nhất Berlin: Vườn thú Lớn (Großer Tiergarten).
Gần Cổng Brandenburg là hội trường Kongresshalle được kiến tạo năm 1957 và Nhà Quốc hội Đế chế (Reichtagsgebäude) được xây trong khoảng thời gian từ 1884 cho đến 1894. Tòa nhà này bị hư hại nặng trong cuộc hỏa hoạn vào ngày 27 tháng 2 năm 1933 và cũng bị hư hại nhiều trong Chiến tranh thế giới thứ hai. Từ năm 1999 tòa nhà này là trụ sở của Quốc hội Liên bang Đức. Cũng đáng đến thăm là Lâu đài Bellevue được xây dựng năm 1785, nơi ở mùa hè của hoàng tử August Ferdinand, em trai của vua Friedrich II Đại đế (Friedrich der Großen), ngày nay là dinh tổng thống liên bang Đức.

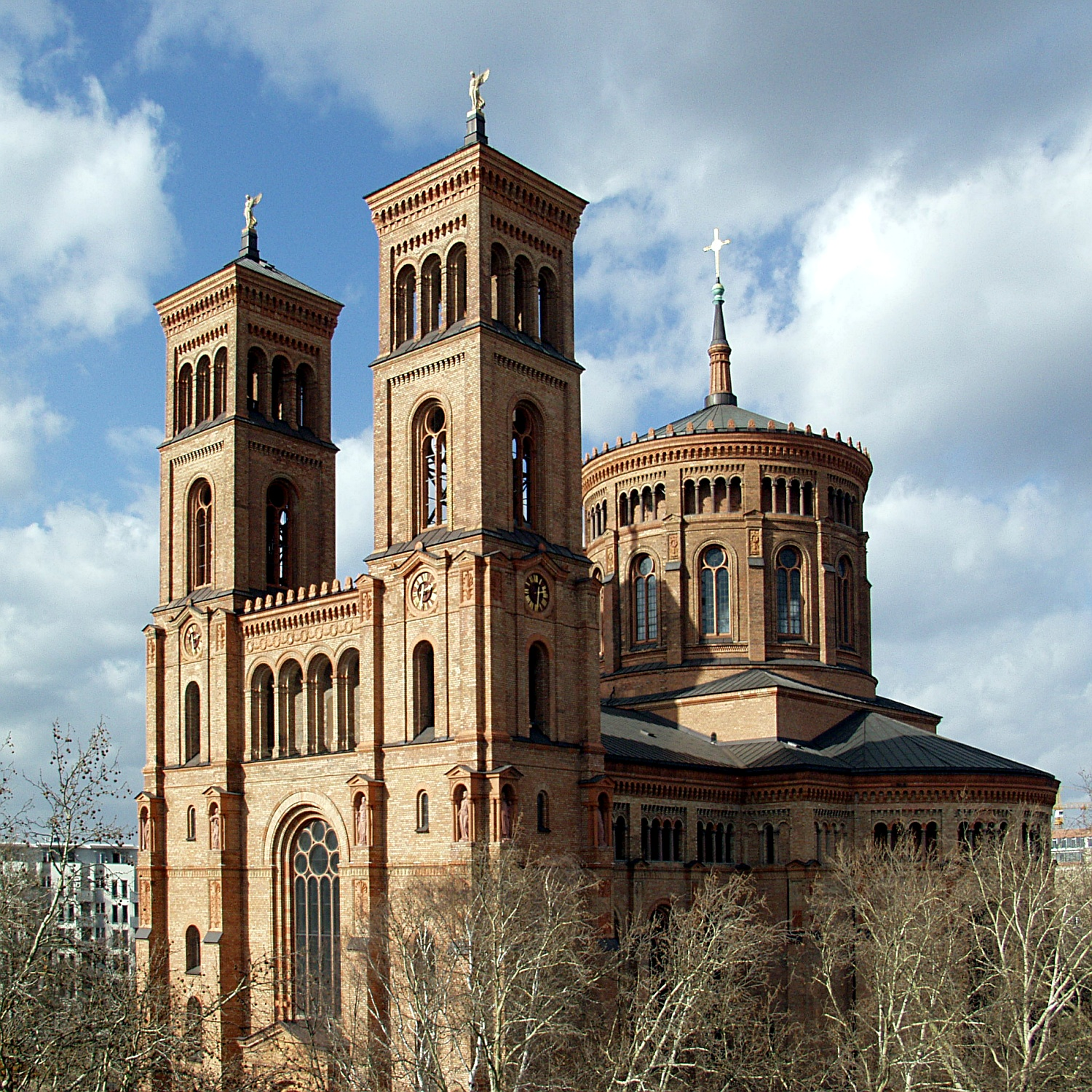
St. Thomas Kirche

Orianienburger Straße (Đường Orianienburg) trước Chiến tranh thế giới lần thứ hai là trung tâm của Khu phố Do Thái. Nằm trong những nỗ lực tái kiến thiết là việc tái tạo Hội Đường Do Thái Mới (Neue Synagoge) đã bị hư hại nặng do bom trong Chiến tranh thế giới thứ hai. Tái khánh thành vào năm 1995, Hội Đường Do Thái này là trung tâm của nghiên cứu và gìn giữ văn hóa Do Thái. Nằm về hướng bắc là nghĩa trang Do Thái lâu đời nhất của thành phố: Nghĩa trang Do Thái Berlin-Mitte. Nghĩa trang được biết đến nhiều hơn rất nhiều là Nghĩa trang Do Thái Berlin-Weißensee, là nghĩa trang Do Thái lớn nhất châu Âu.
Nằm về phía đông của hai nhánh sông Spree bao bọc lấy đảo Spree là Quảng trường Alexander (Alexanderplatz) với nhiều cửa hàng và nhà hàng, ngay gần đấy là Tháp truyền hình Berlin cao 368 m, công trình kiến trúc cao nhất Berlin, Nhà thờ Đức bà (Berlin) (Marienkirche (Berlin)) và Tòa thị chính Berlin (Rotes Rathaus). Đáng đến tham quan trong trung tâm phía đông Berlin là khu phố cổ Prenzlauer Berg và các con đường mua sắm Schönhauser Alle và Kastanienallee. Từ năm 2006 Cung điện Cộng hòa (Palast der Republik) bị đập bỏ. Theo kế hoạch, Humboldtforum) sẽ được tái xây dựng tại đây cho đến năm 2021.
Quảng trường Potsdam (Potsdamer Platz) là một trọng điểm giao thông trong trung tâm Berlin với nhiều đường lớn tỏa ra từ đây. Quảng trường được xây dựng theo lệnh chiếu chỉ của vua Phổ Friedrich Wilhelm I vào năm 1741. Vào năm 1923, lịch sử truyền thanh ở Đức bắt đầu trong Nhà Vox (Vox-Haus) ở ngay gần đấy. Cho đến năm 1940, Quảng trường Potsdam là quảng trường có mật độ giao thông cao nhất châu Âu.

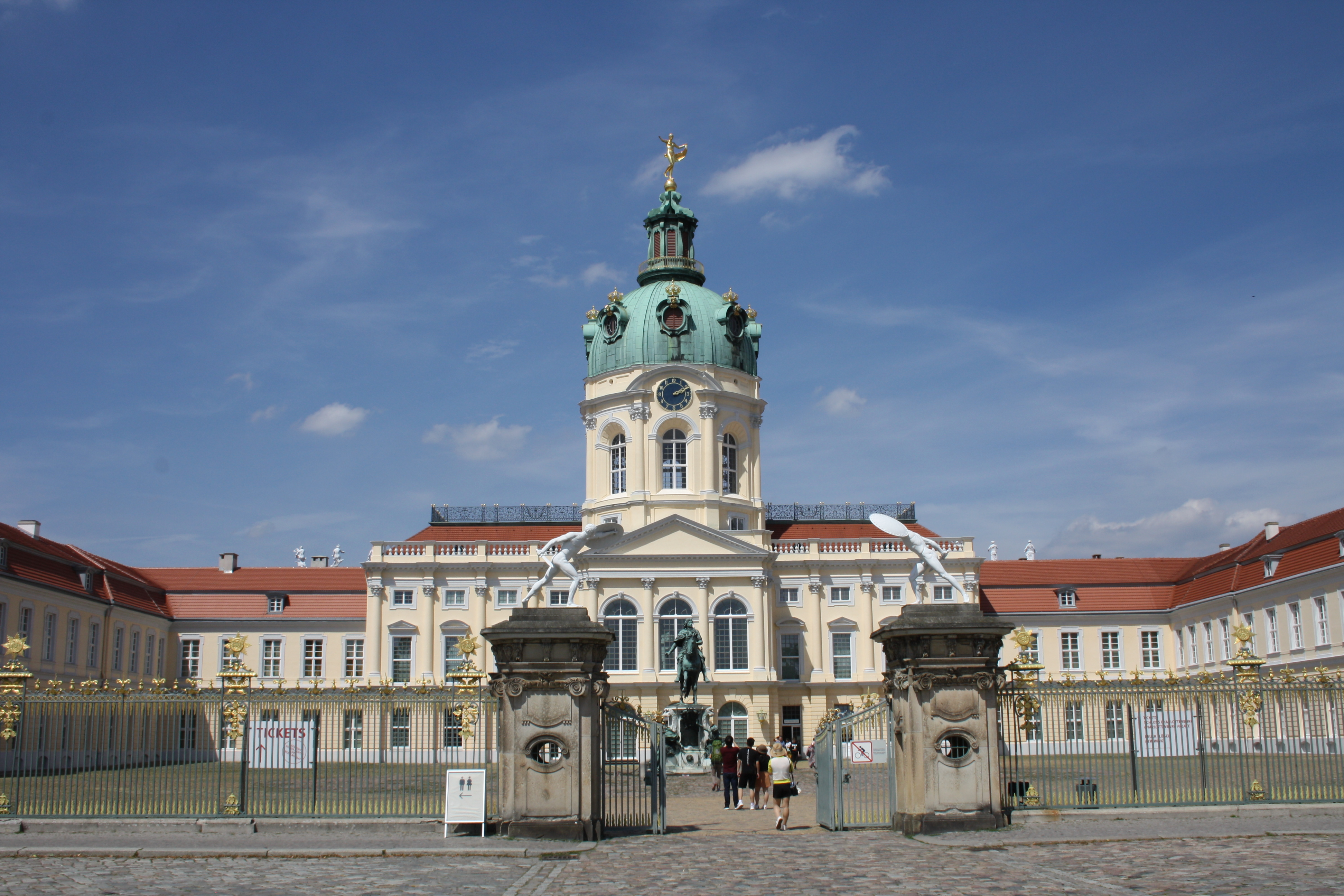
Lâu đài Charlottenburg

Năm 1961 Quảng trường Potsdam bị chia cắt bởi Bức tường Berlin và vì thế khu vực này suy sụp. Từ vài năm nay, nơi Bức tường Berlin trước kia được xây cắt ngang qua quảng trường được đánh dấu bằng cách lót đá. Việc 
xây dựng các nhà cao tầng ở Quảng trường Potsdam sau ngày tái thống nhất với rất nhiều cửa hàng và quán ăn đã phát triển nơi đây trở thành chiếc cầu nối giữa 2 nửa thành phố đã từng bị chia cắt.
Trong khu Berlin-Charlottenburg là Sân vận động Olympia Berlin được xây dựng cho Thế vận hội mùa hè năm 1936 cũng như là Tháp truyền thanh Berlin cao 150 m, được xây dựng trong khoảng thời gian 1924-1925 nhân dịp Triển lãm Truyền thanh Quốc tế ( IFA) lần thứ ba và đã nhanh chóng trở thành biểu tượng cho Berlin. Các thắng cảnh khác của thành phố là Lâu đài Charlottenburg (Schloss Charlottenburg) được bắt đầu xây dựng năm 1695, một công trình xây dựng tiêu biểu theo kiểu Baroque của dòng họ Hohenzollern với bộ sưu tập tranh có tầm quan trọng lớn, Thành Spandau và Lâu dài Tegel (cũng được gọi là Lâu đài Humbolt) được xây dựng theo phong cách cổ điển, đã từng là cơi cư ngụ của nhà nghiên cứu tự nhiên và địa lý Alexander von Humboldt.

### Văn hóa đại chúng

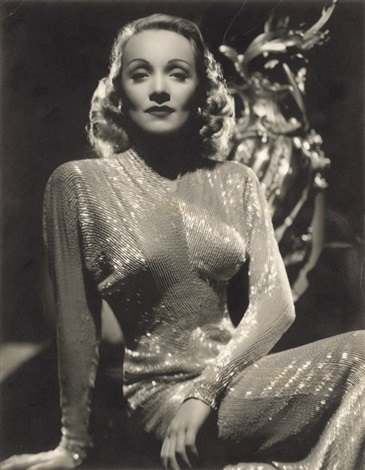
Marlene Dietrich

| - Irgendwo auf der Welt, 1933 Comedian Harmonists - Ich hab noch einen Koffer in Berlin, 1954 Marlene Dietrich - Macht kaputt, was euch kaputt macht, 1969 Ton Steine Scherben - Berlin (album), 1973 - Lou Reed - Low, "Heroes", Lodger 1977-1979 - David Bowie - Das Boot, 1981 Klaus Doldinger - Some Great Reward, 1984 - Depeche Mode - Achtung Baby, 1991 - U2 - Release the Stars, 2007 Rufus Wainwright - Berlin Calling, 2008 Paul Kalkbrenner - Hotspot (album), 2020 Pet Shop Boys - Rammstein, 1994-presente - Berlin, 2022 Zion y Lennox & María Becerra |

### Công viên

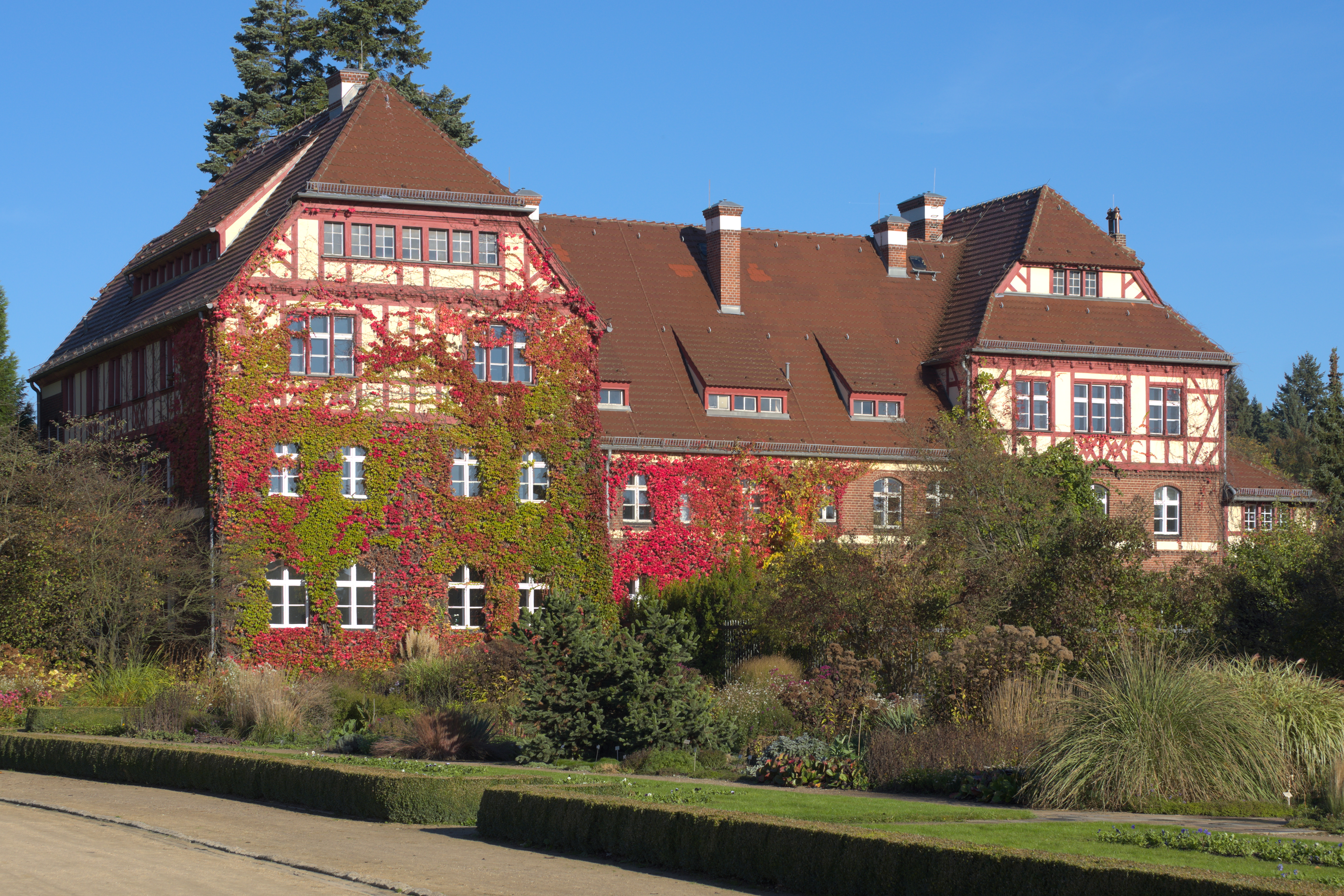
Vườn Thực vật Berlin

Berlin là một thành phố xanh: Bên cạnh nhiều khu rừng rộng trong vùng phía tây và đông nam thuộc thành phố, Berlin còn có một loạt công viên lớn và hầu như toàn bộ đường phố đều có cây trồng dọc theo. Hơn 2.500 vườn hoa, khu nghỉ ngơi và công viên xanh có diện tích tổng cộng trên 5.500 hecta tạo nên nhiều khả năng nghỉ ngơi và sử dụng thời gian rảnh rỗi đa dạng.

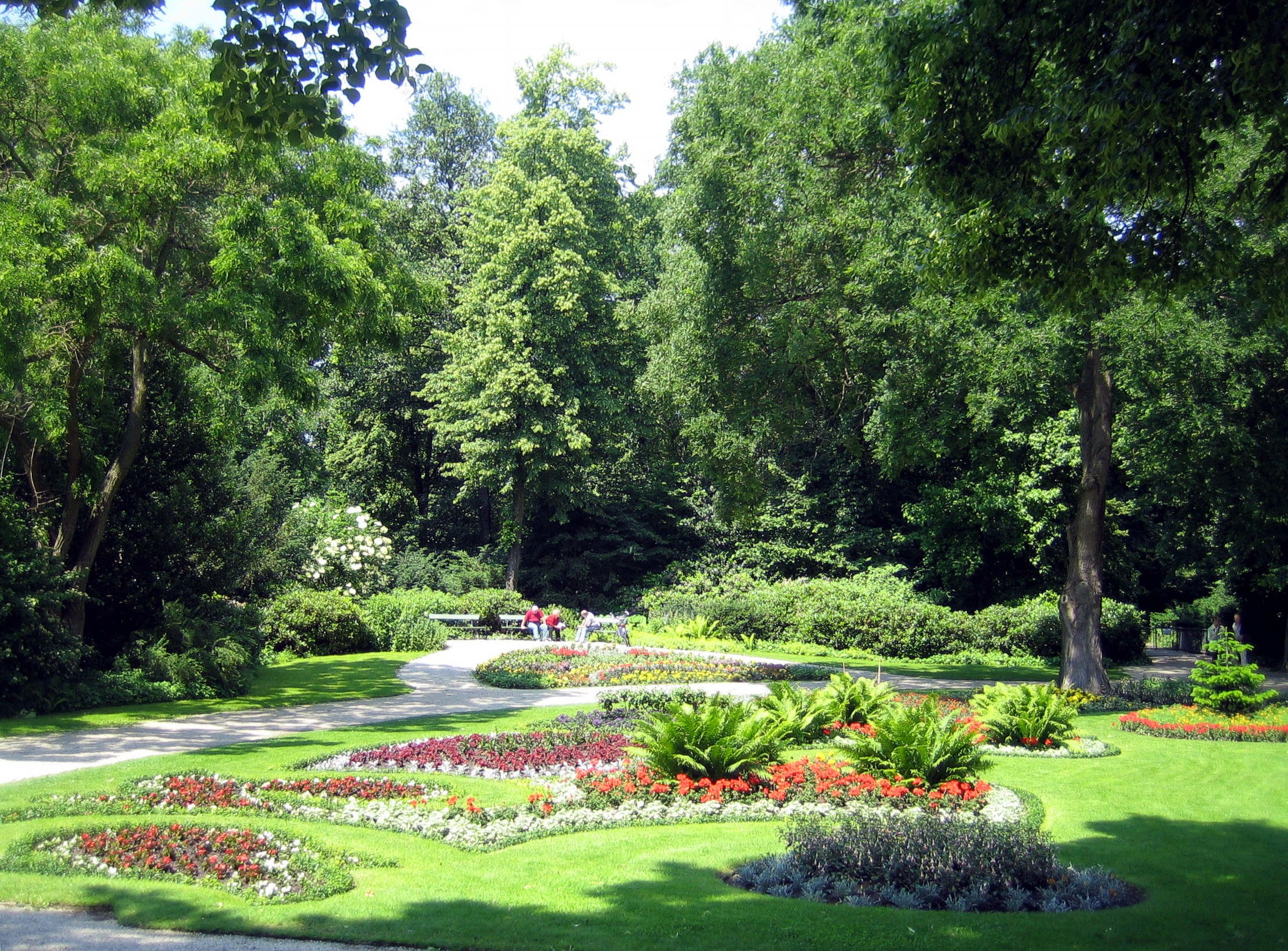
Tiergarten

Ngay trong trung tâm thành phố là Vườn thú Lớn (Großer Tiergarten). Công viên này là công viên lâu đời nhất và với 210 hecta cũng là công viên lớn nhất và quan trọng nhất của Berlin, đã được tạo dáng trong tiến trình của hơn 500 năm qua. Nguyên thủy ngày xưa là một khu rừng rộng trước thành phố, được giới quý tộc vương quốc Phổ dùng để săn bắn và cưỡi ngựa, công viên dần dần bị bao bọc bởi thành phố liên tục phát triển. Ngày nay công viên trải dài từ Nhà ga Vườn thú Berlin cho đến Cổng Brandenburg và nằm ngay cạnh khu vực của quốc hội và chính phủ. Một vài đường lớn cắt xuyên qua Vườn thú Lớn, trong đó là Đường ngày 17 tháng 6 là trục đông-tây. Các đường này gặp nhau tại Ngôi sao Lớn (Großer Stern), ở chính giữa là Đài Chiến thắng (Siegessäule) được xây dựng từ năm 1939. Vườn thú Lớn được tạo dáng theo quang cảnh công viên tự nhiên: Đặc trưng của công viên này là các bãi cỏ rộng lớn có nhiều cụm cây và nhiều đường nước xuyên qua cũng như là hồ với đảo nhỏ và nhiều cầu cũng như đại lộ. Nhiều vườn hoa như Vườn Anh, đảo Luisen và Vườn Hồng tạo thành các điểm nhấn về mặt vườn cây cảnh.

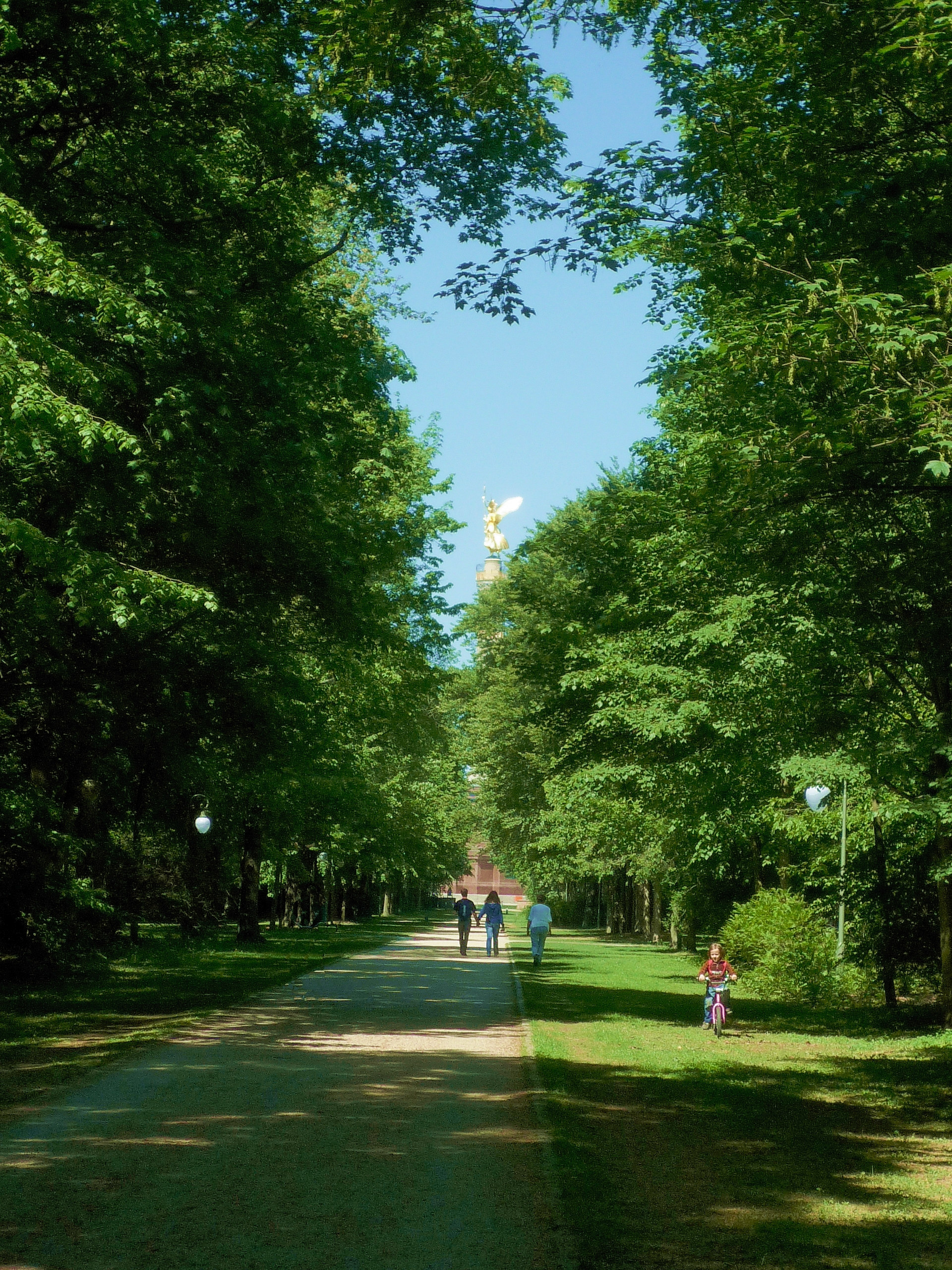
Đài Chiến thắng

Công viên Treptow (Treptower Park) trong vùng đông nam Berlin, bên cạnh Vườn Thú, là một trong những công viên quan trọng nhất của thành phố. Công viên được kiến tạo từ 1876 đến 1882 bởi giám đốc xây dựng công viên đầu tiên của Berlin Gustav Mayer và là địa điểm trưng bày của Triển lãm Nghề nghiệp Berlin Lớn năm 1896. Công viên nằm cạnh sông Spree này là một trong những địa điểm dạo chơi được người dân Berlin ưa thích nhất, không những chỉ vì Nhà hàng Zenner được Carl Ferdinand Langhans xây năm 1821/1822, thời đấy có tên là Quán ăn cạnh sông Spree (Gasthaus an der Spree).
Một điểm đặc biệt trong các công viên là Vườn Thực vật Berlin (Botanischer Garten Berlin). Nằm trong khu vực tây nam của thành phố, bên cạnh mục đích chính là phục vụ khoa học (vườn thuộc về trường Đại học Tự do Berlin), vườn cũng được sử dụng như công viên nghỉ ngơi. Tiền thân của vườn trước đây đã có từ năm 1697 trên khu đất của Kleinstpark ngày nay trong Schöneberg. Việc xây dựng công viên mới tại Dahlem bắt đầu từ năm 1897. Với một diện tích trên 43 hecta và vào khoảng 22.000 loại cây khác nhau, vườn thực vật này thuộc vào trong số các vườn thực vật lớn nhất và quan trọng nhất trên toàn thế giới và lớn nhất châu Âu. Nhà Nhiệt đới cao 25 m, rộng 30 m và dài 60 m là nhà kính trồng cây lớn nhất thế giới.

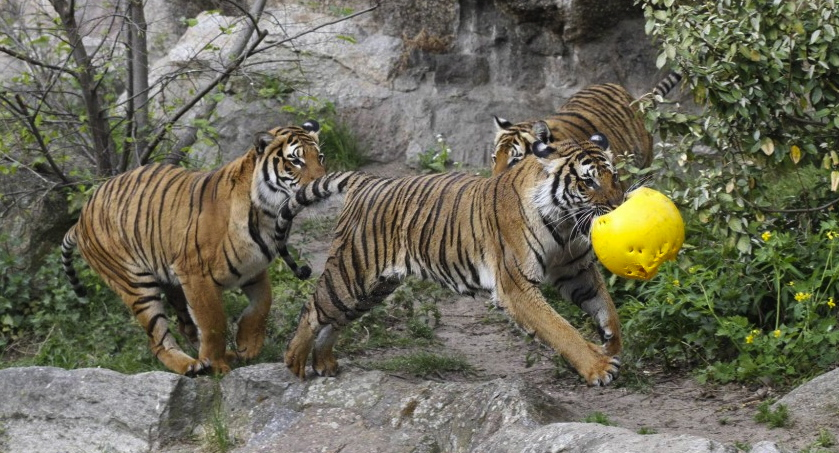
Vườn Bách thú Berlin

Ngoài ra Berlin có hai vườn bách thú: Vườn Bách thú Berlin (Zoologischer Garten Berlin) và Vườn Thú Berlin (Tierpark Berlin). Vườn bách thú Berlin ở Charlottenburg được khánh thành ngay từ năm 1844 là vườn bách thú lâu đời nhất của Đức và đồng thời cũng là vườn có nhiều loài thú nhất trên thế giới (khoảng 14.000 con thú của 1.500 loài). Vườn Thú Berlin trẻ tuổi hơn rất nhiều và việc thành lập vườn bách thú này hàm ơn sự chia cắt nước Đức sau Chiến tranh thế giới thứ hai: Vì Vườn Bách thú Berlin nằm trong khu vực của quân đội Anh nên thủ đô của nước Cộng hòa Dân chủ Đức không có một cơ sở bách thú riêng. Vì thế mà Vườn thú Berlin được thành lập năm 1954 ở Friedrichsfelde. Với diện tích 160 hecta, vườn bách thú này là vườn bách thú lớn nhất châu Âu.
Nhiều vườn hoa khác có ảnh hưởng lớn đến gương mặt xanh của Berlin: bên cạnh các vườn hoa trong lâu đài Charlottenburg, lâu đài Glienicke và trên Đảo Công (Pfaueninsel) (hai địa điểm cuối là di sản văn hóa của UNESCO) là các vườn hoa lịch sử Lustgarten, Công viên Viktoria (Viktoriapark), Công viên Rudolph Wilde (Rudolph-Wilde-Park) và Công viên Schiller (Schillerpark) cũng như nhiều công viên nhân dân lớn khác. Ngoài ra ở phía nam của thành phố là Vườn Britz (Britzer Garten), đã là nơi Triển lãm Vườn Liên bang năm 1985. Đối trọng về phía đông là Công viên Marzahn (Erholungspark Marzahn) rộng 20 hecta, được khánh thành năm 1987 cho Triển lãm Vườn Berlin. Mới được kiến tạo là Công viên Bức tường (Mauerpark), Công viên Tự nhiên Südgelände (Natur-Park Südgelände), Công viên Ga Görlitz và Công viên Vòng cung Spree (Spreebogenpark) gần Nhà ga Chính và khu vực các cơ quan của chính phủ.

### Thời gian nhàn rỗi và nghỉ ngơi

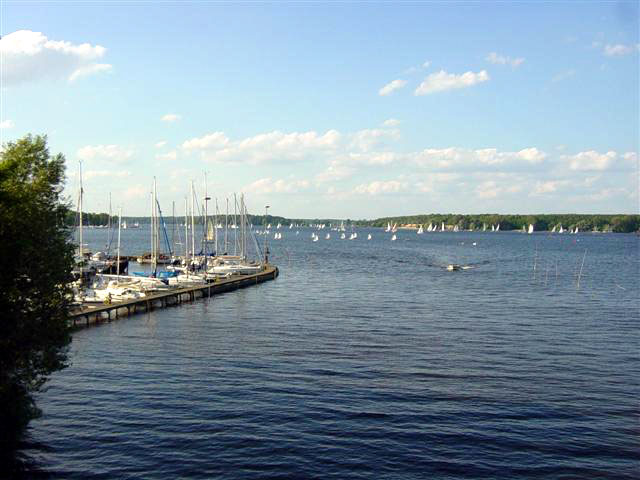
Wannsee nhìn từ Cầu Wannsee

Vào khoảng 18% diện tích của thành phố Berlin là rừng. Phòng lâm nghiệp của thành phố quản lý diện tích rừng trong thành phố lớn nhất Đức (khoảng 29.000 hecta). Được biết đến nhiều nhất chính là Grunewald chạy dài từ chuỗi hồ Grunewald cho đến sông Havel về phía tây.
Hồ Wann Lớn (Große Wannsee) có sông Havel chảy xuyên qua chiếm một diện tích 260 hecta. Với hồ này, khu Zehlendorf, một khu dân cư được ưa chuộng, có khu nghỉ ngơi được yêu thích nhất Berlin bao gồm các loại thể thao trên mặt nước, đi thuyền du ngoạn và bãi tắm Wannsee.
Hồ Müggel (Müggelsee) và đồi Müggel nằm trong vùng đông nam của Berlin là điểm du ngoạn được yêu thích trong suốt cả năm. Bãi tắm Rahnsdorf là điểm thu hút khách trong mấy tháng mùa hè. Hồ Müggel là hồ lớn nhất của Berlin. Hồ chiếm diện tích 7,4 km² (dài nhất 4,3 km, rộng nhất 2,6 km) và sâu đến 8 m. Hồ thường được gọi là Hồ Mügel Lớn và nó có người anh em là Hồ Müggel Nhỏ chỉ có diện tích 0,16 km². Hồ này và các ngọn đồi Müggel nằm ở rìa phía nam, với độ cao 115,4 m là điểm cao nhất Berlin, thành hình trong Thế Pleistocen. Tháp Müggel trên sườn đồi phía nam của đồi Müggel Nhỏ được xây mới từ 1959 đến 1961. Đứng trên tháp này có thể nhìn thấy bao quát từ các hồ và các khu rừng trong vùng phụ cận cho đến hình dáng thành phố Berlin ở chân trời.

### Thể thao
Ở Berlin có rất nhiều đội thể thao, nhưng phần lớn đều mang tính nghiệp dư. Tuy nhiên cũng có các đội thể thao chuyên nghiệp như đội bóng đá Hertha BSC và Union Berlin, đội khúc côn cầu trên băng Eisbären Berlin (dịch: "Bầy gấu trắng Berlin"), và đội bóng rổ Alba Berlin. Có đến ba đội bóng đại diện cho Berlin trong Giải vô địch bóng chuyền liên bang. Nổi tiếng nhất có lẽ là SC Charlottenburg. Các vận động viên bóng nước của đội Wasserfreunde Spandau 04 thường xuyên là vô địch bóng nước Đức từ 1979 cho đến 2005, chỉ với một ngoại lệ duy nhất trong năm 1993.
Hàng năm, ở Berlin được tổ chức giải Ma-ra-tông nổi tiếng thế giới Berlin-Marathon. Trận chung kết của Giải vô địch bóng đá thế giới 2006 đã diễn ra tại đây vào ngày 9 tháng 7 năm 2006. Sân vận động Olympia đã được sửa chữa lại toàn bộ nhân dịp này. Trong năm 2009 Giải vô địch điền kinh thế giới 2009 sẽ được tổ chức tại đấy.

### Ẩm thực
Nền ẩm thực Berlin với nhiều nét riêng biệt cũng là một trong những yếu tố thu hút khách du lịch tới thành phố.

## Cơ sở hạ tầng

### Giao thông công cộng

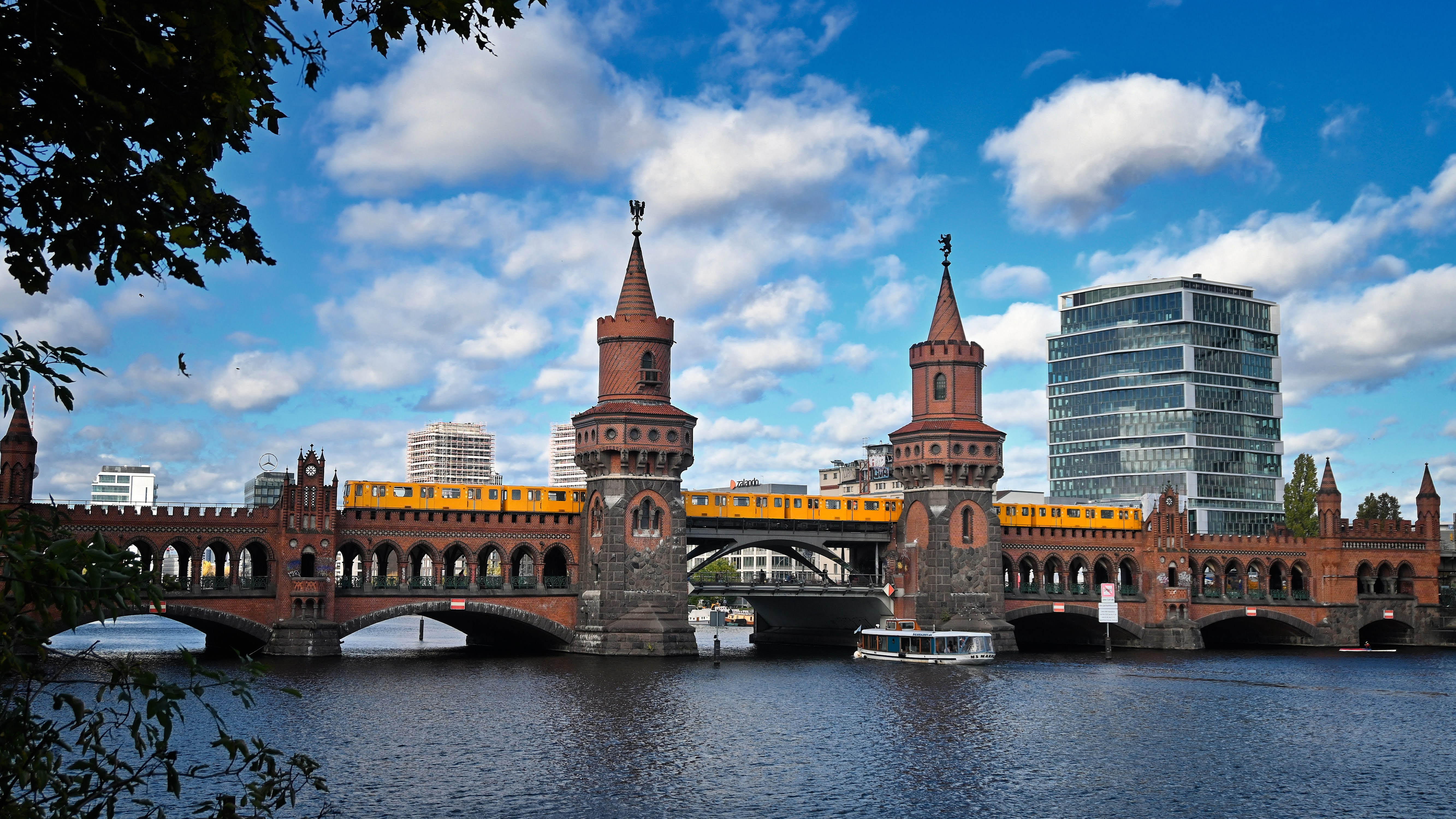
Tàu điện ngầm ở Berlin

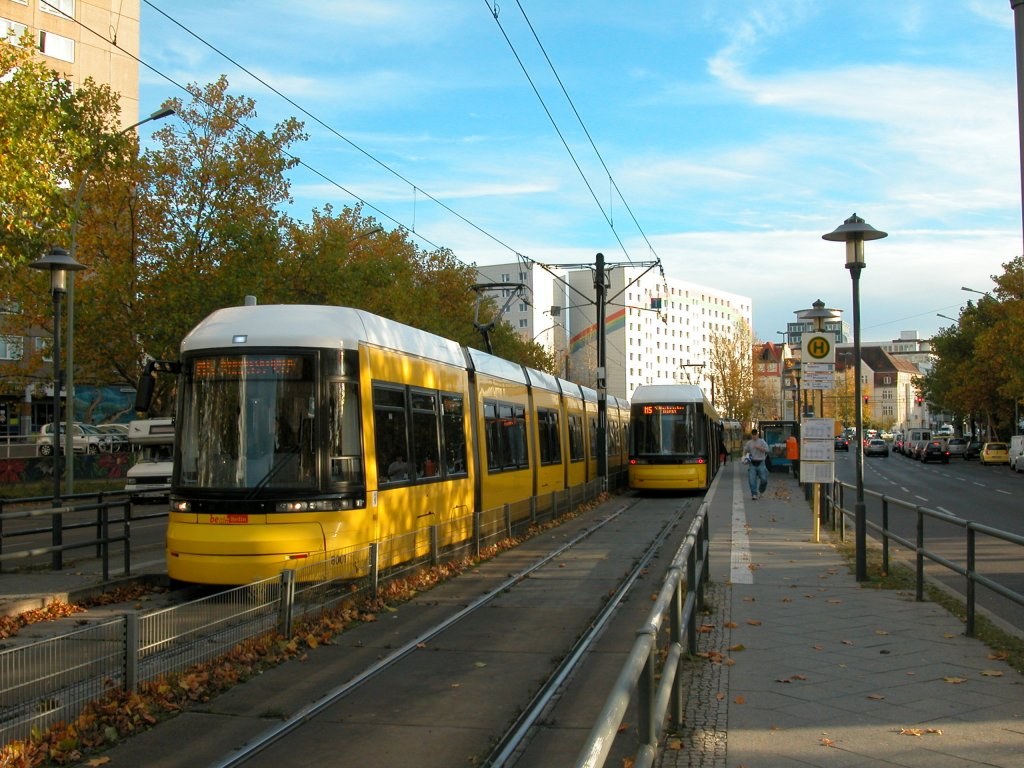
Đường Herzbergstrasse với trạm xe điện

Phục vụ cho giao thông công cộng nội thành là 15 đường S-Bahn (do Công ty TNHH S-Bahn Berlin vận hành) cũng như là 9 đường tàu điện ngầm, 22 đường tàu điện, 150 tuyến xe buýt và 6 tuyến phà (tất cả đều được vận hành bởi Công ty Các Xí nghiệp Giao thông Berlin Berliner Verkehrsbetriebe – BGV).
Nội thành được cắt xuyên theo hướng đông – tây bởi đường tàu điện được xây dựng trên cao, chạy song song với S-Bahn cũng như với giao thông khu vực và xa giao thông xa. Đường tàu điện này nối Nhà ga Berlin Wetskreuz với Nhà ga Berlin Ostkreuz, chạy qua các nhà ga Berlin-Charlottenburg, Berlin Zoologischer Garten, Nhà ga Chính Berlin, Friedrichstraße, Quảng trường Alexander và Nhà ga Đông (Ostbahnhof). Tuyến tàu điện ngầm số 9 đảm nhận phần lớn nhất của lượng hành khách giao thông trên trục bắc – nam, được bổ sung bởi tuyến S-Bahn bắc – nam một phần chạy ngầm dưới đất. Tuyến S-Bahn cắt tuyến tàu điện nói trên tại Nhà ga Friedrichstraße. Bao bọc nội thành là tuyến tàu điện vòng đai. Tất cả các tuyến khác đều cắt ngang tuyến này.
2006, Nhà ga Chính Berlin được đưa vào sử dụng. Với nhà ga này, giao thông tàu hỏa vùng và xa lần đầu tiên có một nhà ga trung tâm ở Berlin theo cái gọi là Phương án Nấm. Từ thời điểm đấy, giao thông xa phần lớn được dẫn từ Nhà ga Südkreuz Berlin dưới Đường hầm Vườn thú qua Nhà ga Chính berin cho đến Nhà ga Gesundbrunnen Berlin. Các tuyến đường tàu hỏa của Công ty Tàu hỏa Đức (Deutsche Bahn) phục vụ cho giao thông vùng.

### Đường cao tốc

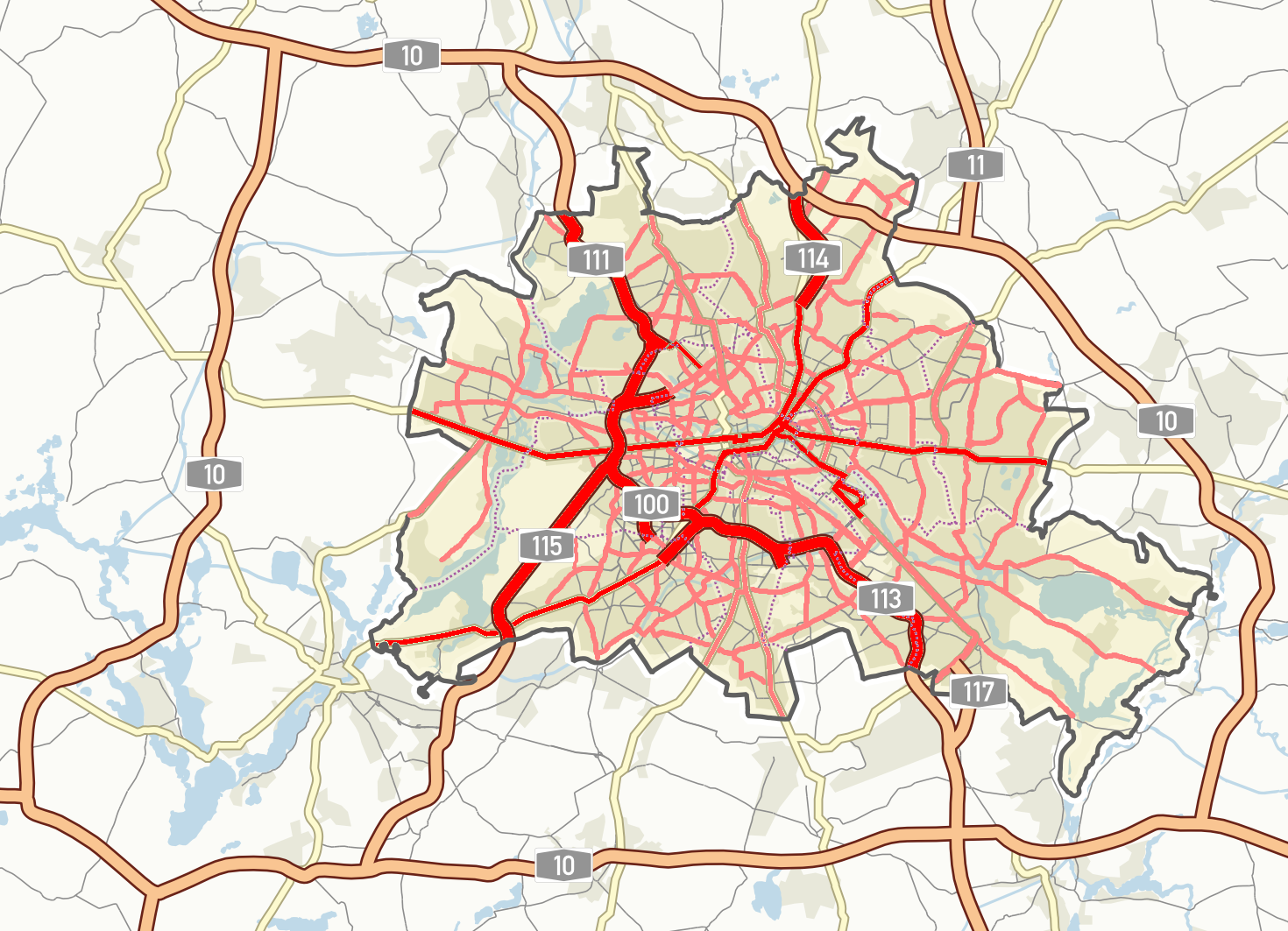
Bản đồ đường đi

Nội thành được bao bọc từ phía tây bởi một vòng cung xa lộ (A 100 – vòng đai thành phố Berlin), trong tương lai sẽ được bổ sung thành một vòng tròn vành đai và sẽ là một vành đai xa lộ thành phố.
Từ A 100 có các đường cao tốc sau đây trong phạm vi thành phố di về hướng Vòng đai Berlin:
- A 111 đi hướng tây-bắc (hướng Hamburg và Rostock).
- A 113 đi hướng đông-nam (hướng Dresden và Cottbus). Đường cao tốc này hiện nay chỉ mới bắt đầu ở Ngã ba Treptow, ở phía cực đông-nam của thành phố. Cho đến năm 2007 khoảng đường từ giao lộ với A 100 (bắt đầu từ Ngã ba Neuköln) cho đến ranh giới thành phố Berlin sẽ được xây dựng xong).
- A 115 đi hướng tây-nam (hướng đi Hanover và Leipzig).

Thêm vào đó còn có đường cao tốc A 114 từ phía bắc thành phố đi hướng ra đường cao tốc A 10 (đi Stettin).

### Giao thông đường thủy nội địa
Berlin nằm trong trung tâm của khu vực đường nước liên bang phía Đông. Giao thông thủy có ba đường thủy đến Berlin, trong đó quan trọng nhất là đường liên kết thông qua sông Havel, kênh đào Elbe-Havel và kênh đào Mittelland đi đến sông Elbe và Biển Bắc hay sông Weser và sông Rhein. Chỉ được mở rộng có giới hạn và có mật độ giao thông ít hơn là đường thủy Spree-Oder như là đường liên kết qua sông Spree đến sông Oder và đến Schlesien.
Bốn cảng có thể sử dụng để chuyển tải: Cảng Đông (Osthafen), Cảng Kölln Mới (Neukölln), Cảng Nam cũng như Cảng Tây. Cảng cuối cùng nằm trong vùng Berlin-Moabit, vùng ranh của nội thành Berlin và là cảng lớn và quan trọng nhất trong số bốn cảng. Cảng bao gồm một trung tâm hàng hóa và tiếp vận (logistics) tạo khả năng chuyển tải giữa tàu thủy nội địa, tàu hỏa và xe tải.

### Cảng hàng không

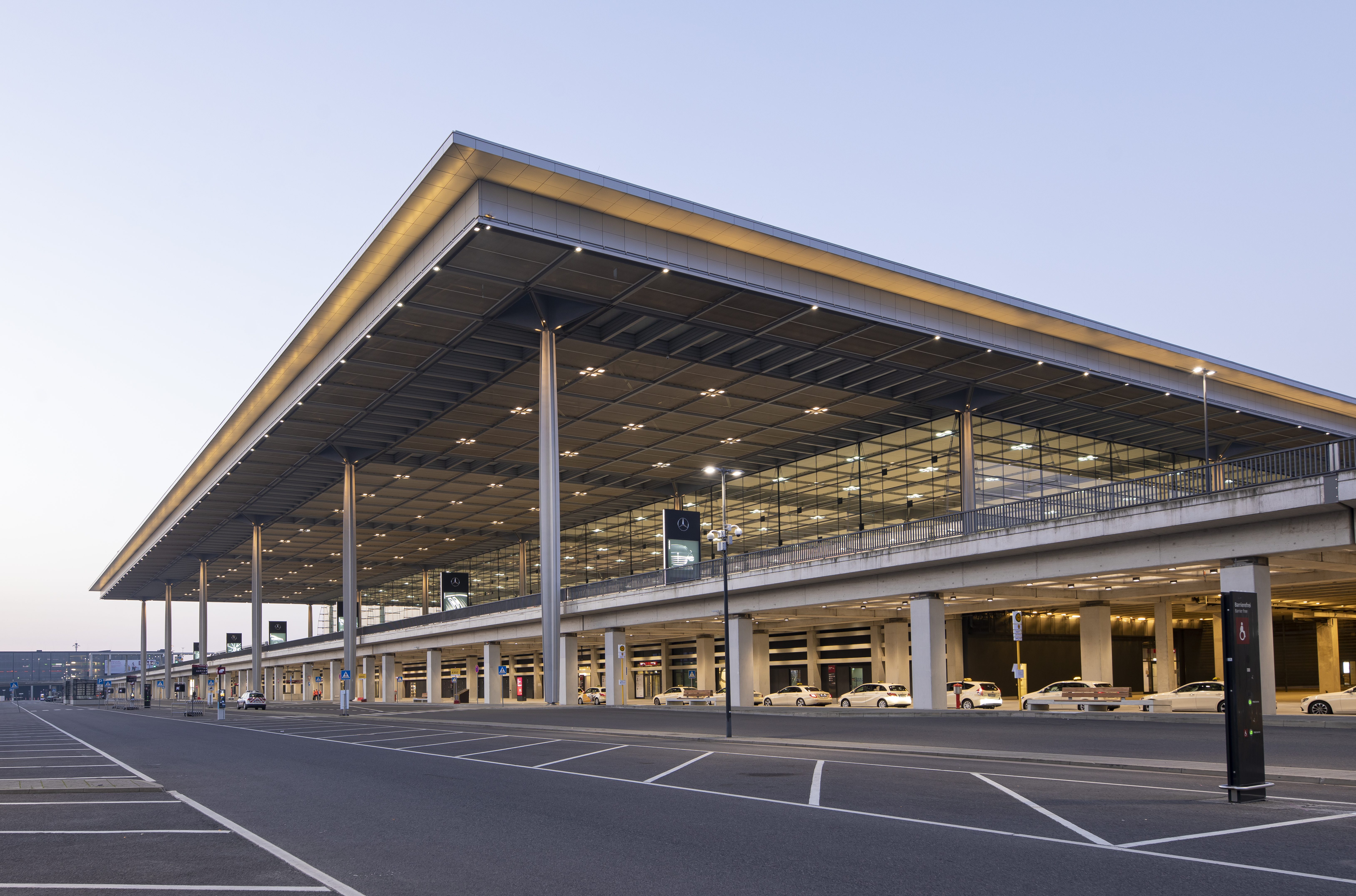
Sân bay quốc tế Berlin-Brandenburg

Hiện tại Berlin và Brandenburg đang mở rộng sân bay Schönefeld, xây dựng Sân bay quốc tế Berlin-Brandenburg để trở thành sân bay lớn nhất nước Đức, (sân bay lớn nhất nước Đức hiện nay là Cảng hàng không Frankfurt-Main).
Với Phi trường Johannisthal khánh thành vào năm 1909, Berlin đã có phi trường đầu tiên của nước Đức (đóng cửa vào năm 1995).

### Điện lực
Việc cung cấp điện ở Berlin có một vài tính đặc biệt. Trong Chiến tranh thế giới thứ hai đã có kế hoạch cung cấp điện cho Berlin từ nhà máy điện Dessau thông qua một đường dây điện cao thế một chiều ngầm dưới đất. Công việc xây dựng được bắt đầu vào năm 1943 nhưng không còn có thể đưa vào sử dụng.
Trong thời gian chia cắt, Tây-Berlin bị cắt khỏi mạng lưới điện của vùng chung quanh. Thực hiện việc cung cấp điện là các nhà máy nhiệt điện nằm trong khu vực của thành phố như nhà máy điện Rueter-West, Wilmersdorf và các nhà máy phát điện khác. Để làm đệm cho những lúc cao tải, nhiều ắc quy đã được lắp đặt trong một số nhà máy điện từ những năm 1980. Thông qua máy đổi chiều chúng được nối với mạng lưới điện và trong thời gian thấp tải được nạp điện, trong thời gian cao tải sẽ phát điện.
Mãi đến 1993 đường dây điện kết nối với vùng chung quang bị cắt vào năm 1952 mới được tái kết nối. Trong các quận phía tây của Berlin gần như tất cả các đường dây điện đều được chôn ngần dưới đất,chỉ có một đường dây 380 kV và một đường dây 110 kV là đường dây trên cao, dẫn từ nhà máy điện Rueter ra đến đường cao tốc thành phố. Xuyên qua Berlin là đường dây điện xoay chiều 380 kV dài nhất Đức và có nhiều khả năng là đường dây điện đắt tiền nhất Đức.

## Nghiên cứu và đào tạo

### Đại học và nghiên cứu

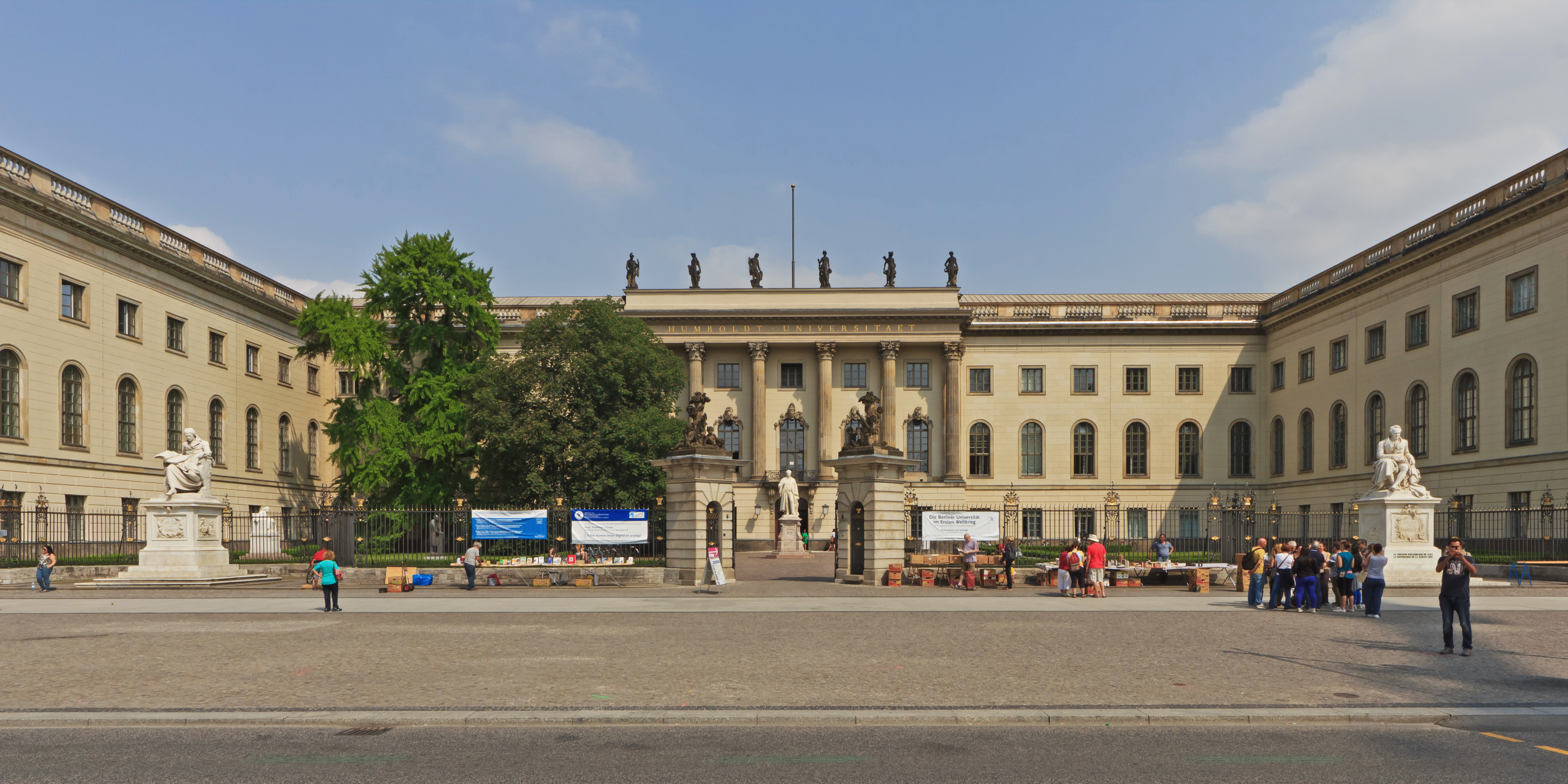
Tòa nhà chính của Đại học Humbolt Berlin

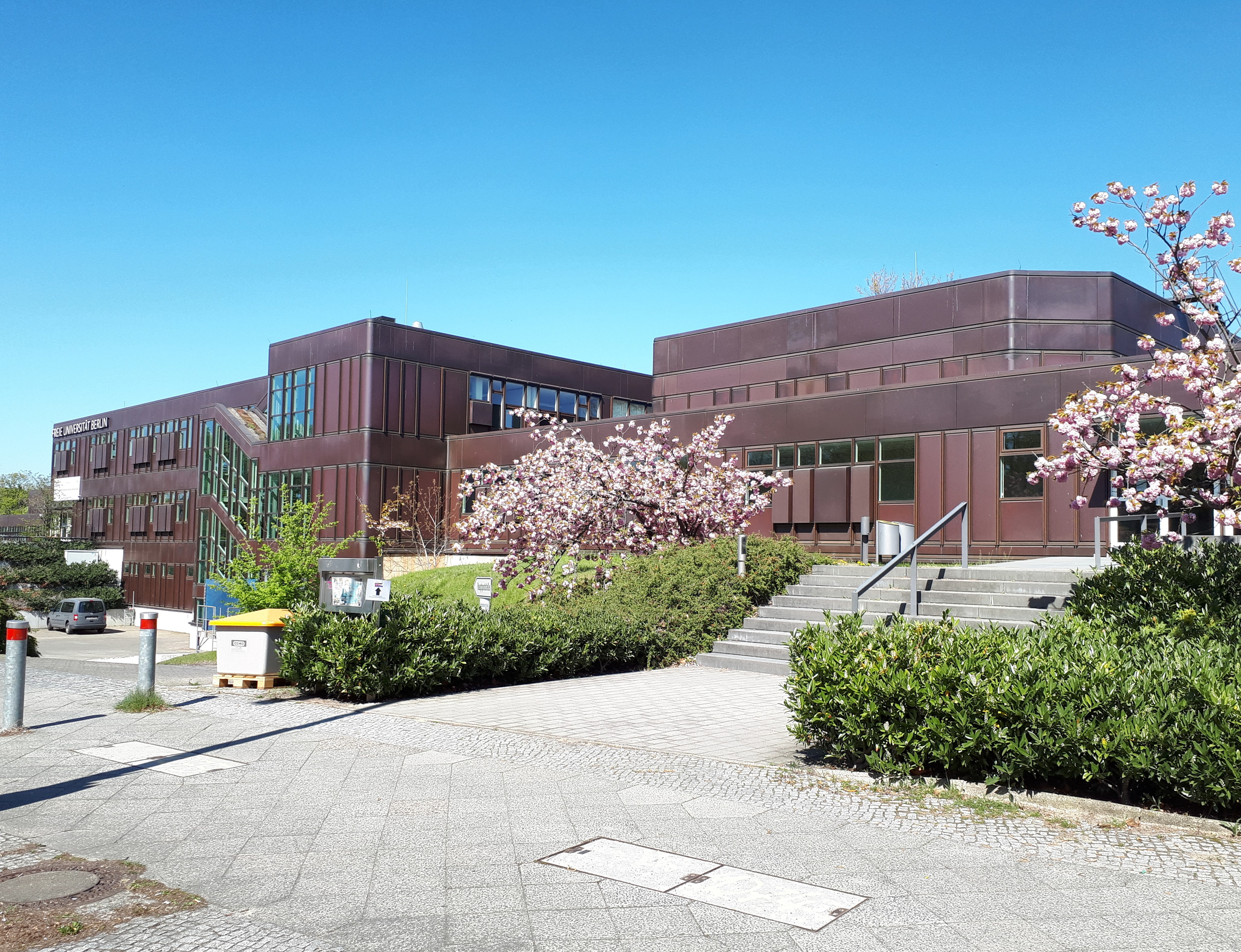
Đại học Tự do Berlin

Berlin là nơi tập trung các cơ sở khoa học và nghiên cứu đông nhất châu Âu. Trong thành phố tròn 200.000 sinh viên học tại tổng cộng 4 trường đại học tổng hợp (Universität), 3 trường đại học nghệ thuật, 7 trường đại học thực hành (Fachhochschule) và 30 trường đại học tư nhân (2023).
Chỉ riêng 4 trường đại học tổng hợp Berlin đã có 110.000 sinh viên (2023/24). Đó là các trường:
- Đại học Tự do Berlin (Freie Universität Berlin) với 40.000 sinh viên;
- Đại học Humboldt Berlin (Humboldt-Universität zu Berlin) với 35.000 sinh viên;
- Đại học Kỹ thuật Berlin (Technische Universität Berlin) với 35.000 sinh viên và;
- Đại học Nghệ thuật Berlin (Universität der Künste Berlin) với 4.500 sinh viên.

Khoa Y của trường Đại học Tổng hợp Tự do và của trường Đại học Humbolt được sáp nhập vào năm 2003 trở thành Charité – Universitätsmedizin Berlin, là khoa Y lớn nhất châu Âu với 4 cơ sở.
Hơn 65.000 nhân viên giảng dạy, nghiên cứu và làm việc tại hơn 70 cơ sở nghiên cứu độc lập với các trường đại học và do nhà nước tài trợ. Các tổ chức nghiên cứu lớn trên bình diện quốc gia cũng có nhiều viện tại Berlin như Viện Fraunhofer, Helmholtz, Leibnitz và Max Plack cũng như là nhiều bộ liên bang khác nhau với tổng cộng 8 viện nghiên cứu. Phần lớn các cơ sở nghiên cứu đều tập trung ở Berlin-Buch, Berlin-Charlottenburg, Berlin-Dahlem, Berlin-Mitte cũng như là ở địa điểm tập trung dành cho khoa học và kinh tế ở Adlershof: WISTA.
Hằng năm có tròn 2,5 tỉ Euro tiền nhà nước được đầu tư hỗ trợ.

### Hệ thống trường phổ thông
Trường phổ thông cơ sở ở Berlin bao gồm 6 lớp, tiếp theo đó là hệ thống trường phổ thông trung học được chia làm ba loại: Hauptschule (hết lớp 9), Realschule (hết lớp 10) và Gymnasium (hết 12). Trong tháng 2 năm 2004 một đạo luật giáo dục mới được thông qua. Một số cải cách chính bao gồm:
- rút ngắn thời gian học hết phổ thông từ 13 năm xuống còn 12 năm;
- giảm tuổi nhập học xuống còn năm tuổi rưỡi;
- thi tốt nghiệp phổ thông (Zentralabitur) bao gồm tiếng Đức (văn), toán và ngoại ngữ thứ nhất;
- tự do báo chí cho các loại báo của học sinh.

### Người đoạt giải Nobel

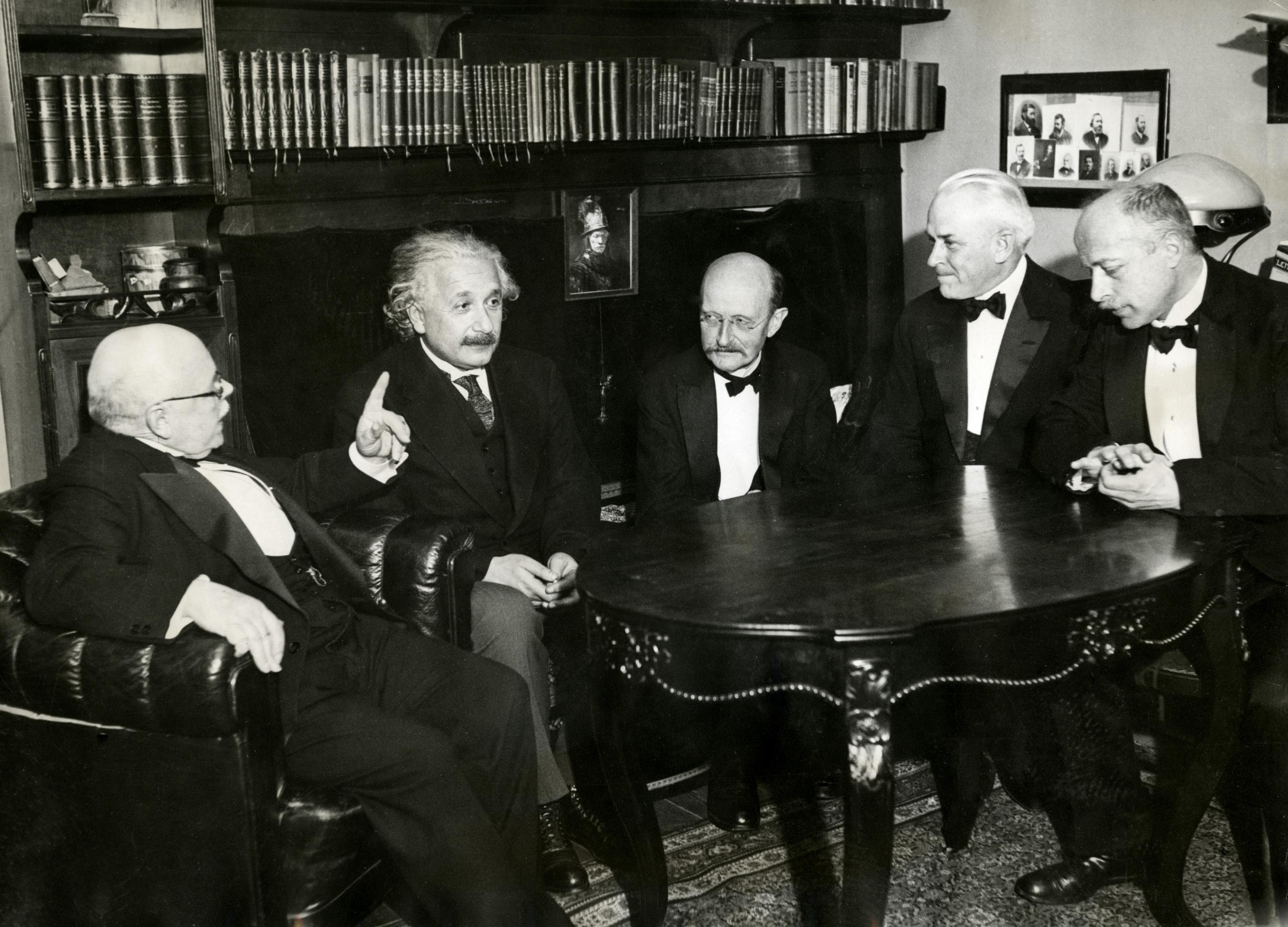
Nernst, Einstein, Planck (Berlin, 1931)

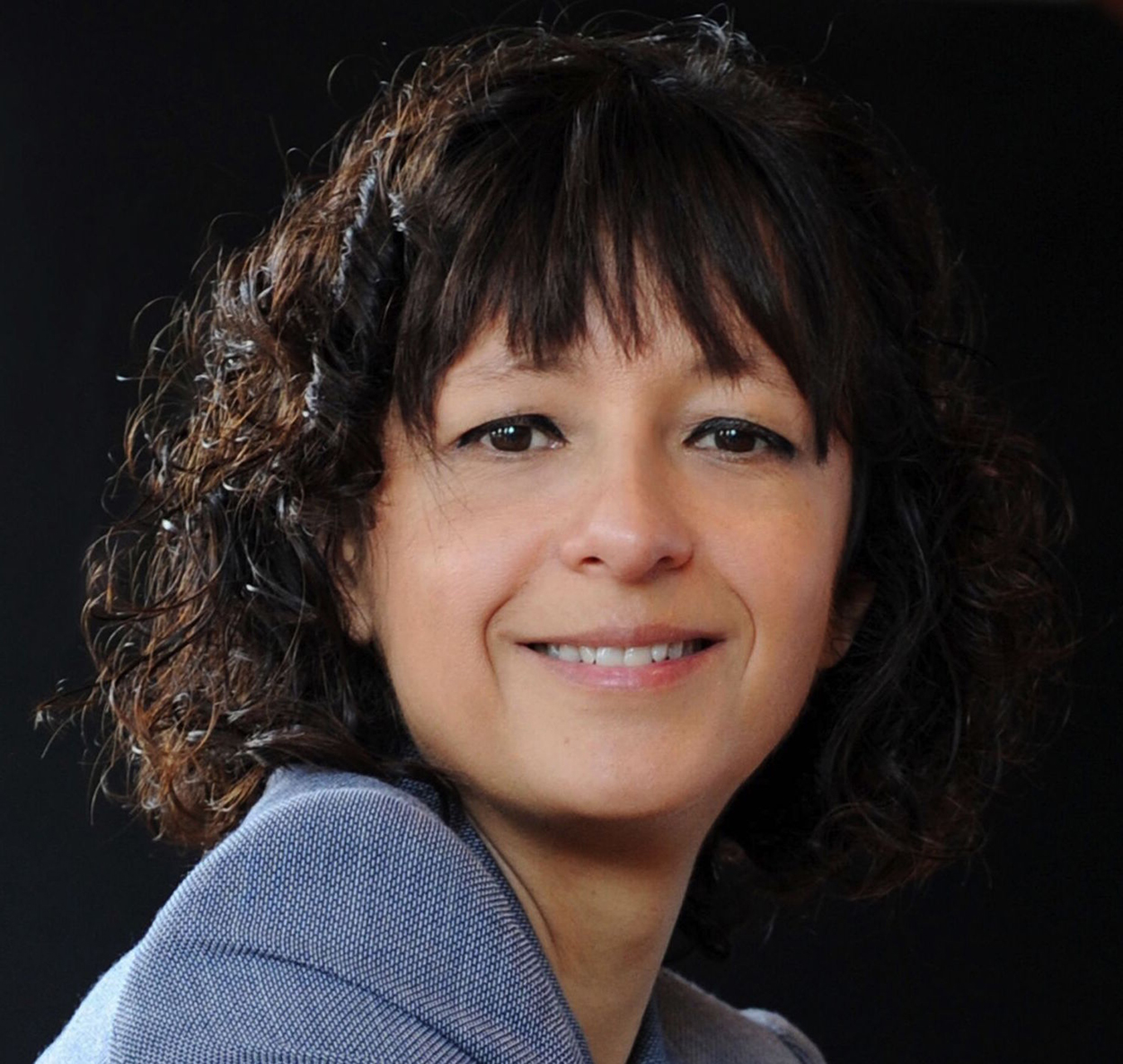
Emmanuelle Charpentier

| - 1901 Jacobus Henricus van 't Hoff - 1901 Emil Adolf von Behring - 1902 Emil Fischer - 1902 Theodor Mommsen - 1905 Adolf von Baeyer - 1905 Robert Koch - 1907 Albert Abraham Michelson - 1907 Eduard Buchner - 1908 Paul Ehrlich - 1909 Karl Ferdinand Braun - 1910 Otto Wallach - 1910 Albrecht Kossel - 1910 Paul Heyse - 1911 Wilhelm Wien - 1914 Max von Laue - 1915 Richard Willstätter - 1918 Fritz Haber - 1918 Max Planck - 1920 Walther Nernst - 1921 Albert Einstein - 1925 Gustav Ludwig Hertz - 1925 James Franck | - 1925 Richard Adolf Zsigmondy - 1928 Adolf Otto Reinhold Windaus - 1929 Hans von Euler-Chelpin - 1931 Otto Heinrich Warburg - 1932 Werner Heisenberg - 1933 Erwin Schrödinger - 1935 Hans Spemann - 1936 Peter Debye - 1939 Adolf Butenandt - 1944 Otto Hahn - 1950 Kurt Alder - 1950 Otto Diels - 1953 Fritz Albert Lipmann - 1953 Hans Adolf Krebs - 1954 Max Born - 1956 Walther Bothe - 1986 Ernst Ruska - 1991 Bert Sakmann - 1994 Reinhard Selten - 2007 Gerhard Ertl - 2009 Herta Müller - 2020 Emmanuelle Charpentier |